# Autobus de Strasbourg
Le réseau de bus de l'Eurométropole de Strasbourg couvre la majeure partie du territoire de celle-ci, et est composé de plus d'une trentaine de lignes de bus et de navettes, ainsi que des lignes nocturnes spécifiques. La plupart des lignes sont opérées par la Compagnie des transports strasbourgeois (CTS), mais certaines lignes sont sous-traitées à d'autres transporteurs.
Le réseau s'articule autour des six lignes du tramway de Strasbourg ainsi que des deux lignes du bus à haut niveau de service de Strasbourg. Depuis le 26 août 2024, plus aucune ligne ne pénètrent l'hypercentre strasbourgeois qui est desservi par cinq lignes de tram et comporte de nombreuses zones piétonnes.
Certaines communes de l'Eurométropole sont desservies uniquement par des lignes interurbaines du réseau Fluo Grand Est (ancien réseau 67) sur lesquelles s'applique la tarification standard du réseau CTS.

## Histoire

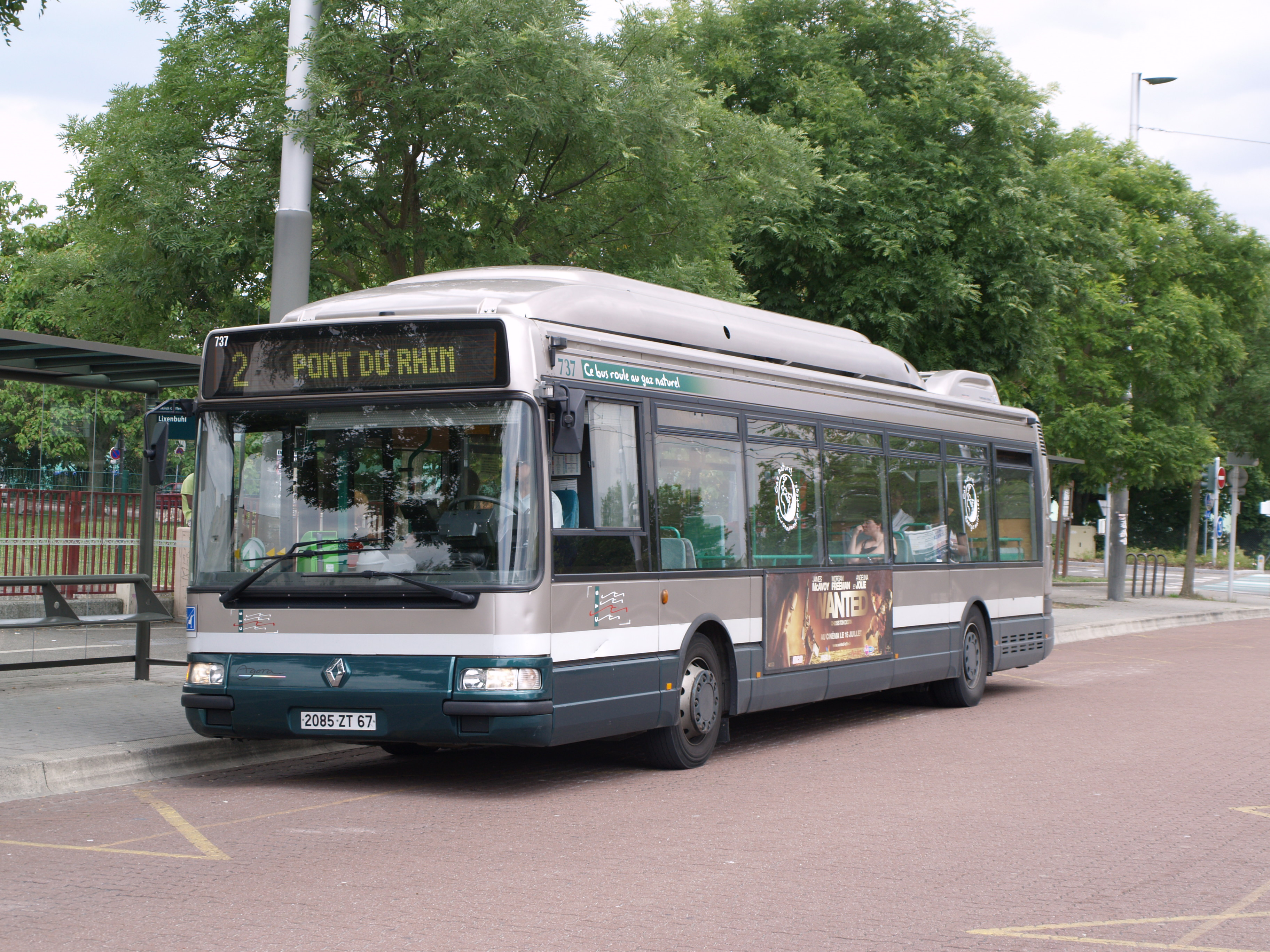
Renault Agora S GNV en ancienne livrée sur la ligne 2.

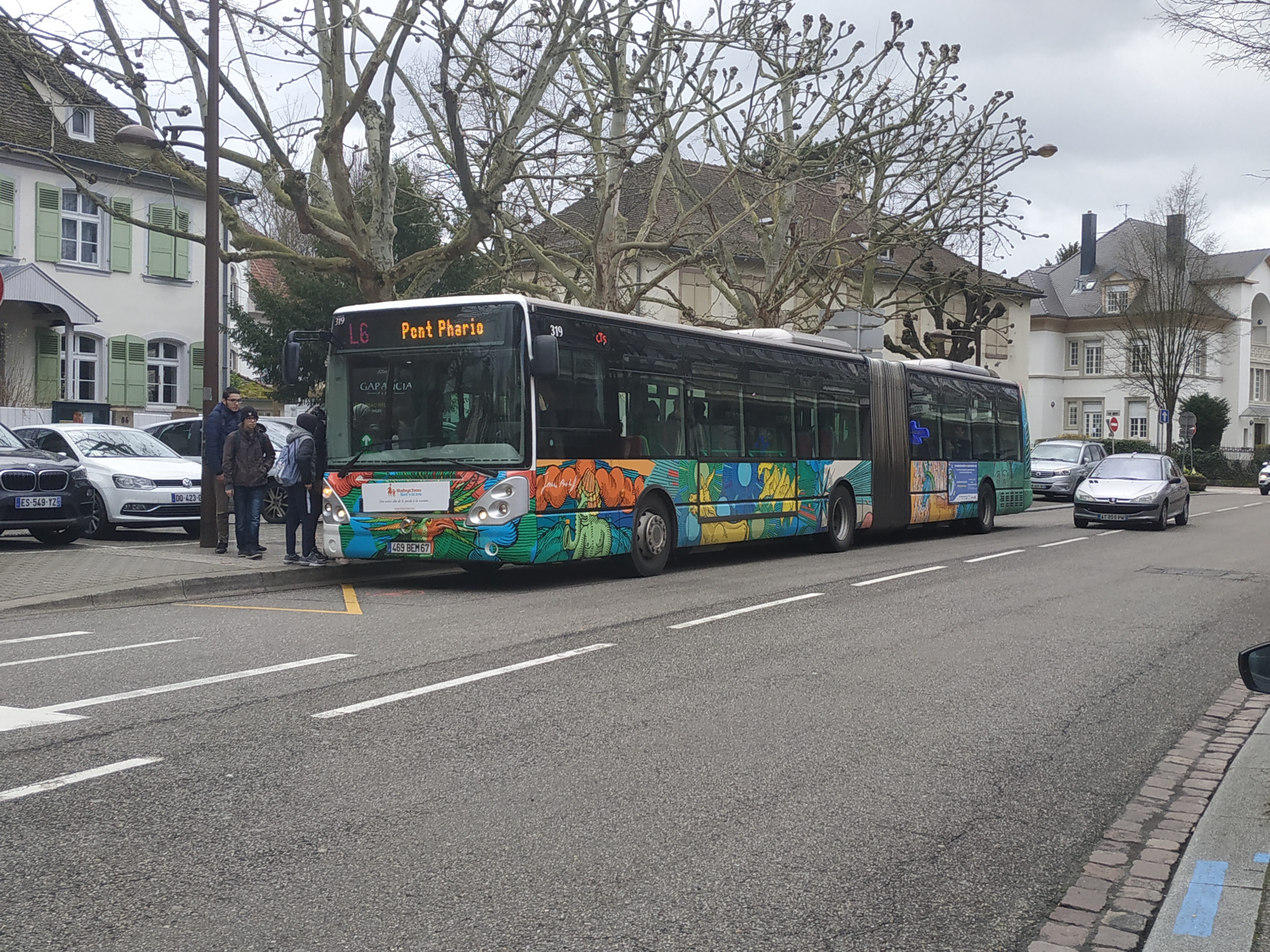
Autobus Irisbus Citelis 18, rénové et revêtant désormais une livrée d'un artiste.

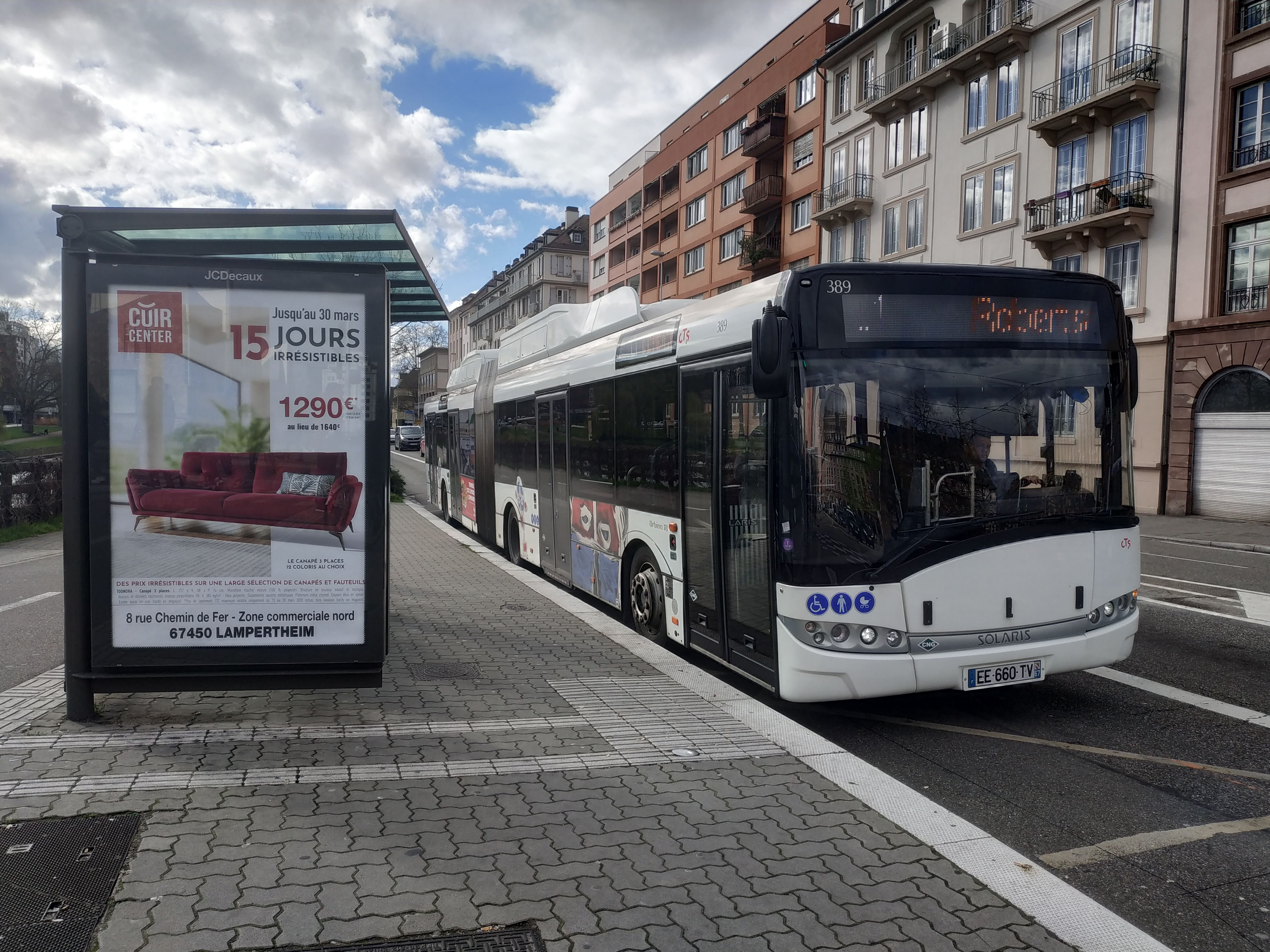
Apparues en 2017-2018, les lignes "structurantes" (L1, L3, L6) font appel à du matériel articulé, comme ce Solaris Urbino 18 GNC

### Les débuts
Les premiers autobus apparaissent en 1928 et huit lignes sont opérées en 1929. Les premiers remplacement de tramways par des autobus ont lieu en 1937 puis par une première ligne de trolleybus en 1939 (tronçon Roettig-Ostwald de la ligne 8/18), mais la seconde Guerre mondiale interrompt ce processus, puis c'est au tour de deux nouvelles lignes de trolleybus d'apparaitre dès 1947 sur la ligne 15 (Centre-Quartier des Quinze) puis la ligne 10 (Circulaire dite de « petite ceinture ») ; en 1950 ce sont trois lignes de trolleybus et autant de lignes lignes d'autobus qui sont opérées,. Les années 1950 voient les tramways disparaitre de Strasbourg et remplacés par des autobus, la ligne 4/14 sera la dernière à voir ses tramways être supprimés en avril 1960, puis c'est au tour des trolleybus de disparaître en mars 1962.

### Les développements des années 1960 à 1980
Après la fin des tramways, la CTS opère 12 lignes de bus urbaines et 14 lignes interurbaines.
Les premiers autobus articulés sont mis en service en mars 1980, des Mercedes-Benz O 305 G.

### Le retour du tramway
Bien que le nouveau tramway de Strasbourg soit mis en service en novembre 1994, le réseau de bus n'est modifié qu'en avril 1995.
Le prolongement à Illkirch de la ligne A en juillet 1998 entraine une première restructuration : la ligne 7 abandonne la desserte du campus au profit de celle du Fort Ulrich en absorbant la ligne 61 et la ligne 63 absorbe la ligne 64.
Le 1er septembre 2000 avec la mise en service des lignes de tramway est-ouest B et C, le réseau est à nouveau modifié : la ligne 1 devient 11, la 3 est remplacée par le tram, la nouvelle ligne 13 et le prolongement de la 15, la ligne 17 reprend une partie de la 7, la 9 devient la 19, la ligne 20 est supprimée et la ligne 70 voit le jour.
| Réseau en avril 1995 | Réseau en septembre 2000 |
| --- | --- |
| - 1 Gutenberg - Étoile - General Motors/Wattwiller - 2 Elsau - Homme de Fer - Pont du Rhin - 3 Esplanade - Homme de Fer - Lingolsheim Bruche - Entzheim Ouest/Holtzheim Ouest - 4 Wolfisheim Stade/Koenigshoffen Hohberg - Homme de Fer - Route de la Wantzenau - Reichstett Mairie - 6 Souffelweyersheim Canal (Route de la Wantzenau à certains services)/Niederhausbergen Mairie - Bischheim Périgueux - Homme de Fer - Hoenheim Ried - Hoenheim Cigognes - 7 Illkirch Campus - Baggersee - Neudorf Gravière - Homme de Fer - Rotonde - Oberhausbergen Église - Mittelhausbergen Église - 9 Rotonde - Cronenbourg Arago - 10 (Circulaire petite ceinture) Gare Centrale via Brandt Université et Corbeau - 14 Ancienne douane - Étoile - Neuhof Jean Moulin - 15 Robertsau Chasseurs - Robertsau Sainte-Anne/Robertsau Renaissance - Homme de Fer - Lingolsheim Tiergaertel - 20 (Circulaire grande ceinture) Gare Centrale via Esplanade et Hôpital Civil - 21 Gutenberg - Étoile - Kehl Stadthalle (Allemagne) - 23 Robertsau Cité de l'Ill - Homme de Fer - Ostwald Bellevue - Illkirch Mairie - Illkirch Fort Ulrich - 24 Ancienne douane - Étoile - Neuhof Stéphanie - 26 Émile Mathis - Cité Meinau - 30 Lycée de Bischheim - Brandt Université - Wattwiler - 40 Tour Verte/CRAV - Lycée Couffignal - Cimetière Sud - Neuhof Ganzau - 50 Robertsau Cité de l'Ill (Lycée de Bischheim à certains services) - Hautepierre Maillon - Molkenbronn - 51 Oberschaeffolsheim Canal - Wolfisheim Bœuf Rouge - Eckbolsheim Centre - Hautepierre Maillon - 61 Baggersee - Graffenstaden Libermann - 62 Baggersee - Graffenstaden Traversière - 63 Baggersee - Geispolsheim Ouest - 64 Baggersee - Eschau Heitzlader - Plobsheim Est - 65 Baggersee - Illkirch Mairie - Lipsheim Gare - 66 Baggersee - Illkirch Mairie - Lipsheim Centre - 71 Homme de Fer - Eckwersheim Hippodrome via Vendenheim/Lampertheim Bourgogne via Mundolsheim Mairie - 72 Homme de Fer - Brandt Université - La Wantzenau Le Tilleul - La Wantzenau Le Golf | - 2 Campus d'Illkirch - Pont du Rhin - 2a Campus d'Illkirch - Esplanade - 4 Wolfisheim Stade - Centre-ville - Hoenheim - Reichstett Mairie - 4a Rotonde - Centre-ville - Hoenheim - Reichstett Mairie - 6a Niederhausbergen Mairie - Centre-ville - Bischheim - Hoenheim - 6b Hoenheim Cigognes- Centre-ville - Bischheim - Hoenheim - 7 Illkirch Fort Ulrich - Wacken - 10 (Circulaire) Gare Centrale via Brandt Université et Corbeau - 11 Gutenberg - Étoile - Wattwiler - 11a Gutenberg - Étoile - General Motors - 13 Montagne Verte - Entzheim - 14 Ancienne douane - Étoile - Neuhof Jean Moulin - 15 Robertsau Chasseurs - Holtzheim - 17 Mittelhausbergen - Cronenbourg CTS - 19 Rotonde - Cronenbourg Arago - 21 Gutenberg - Étoile - Kehl Stadthalle (Allemagne) - 23 Robertsau Cité de l'Ill - Homme de Fer - Ostwald Bellevue - Illkirch Mairie - Illkirch Fort Ulrich - 24 Ancienne douane - Étoile - Neuhof Stéphanie - 26 Émile Mathis - Cité Meinau - 30 Robertsau - Wattwiller - 40 Unterelsau - Neuhof Ganzau - 50 Wacken - Lingolsheim - 50a Collège Le Marais - Lingolsheim - 51 Oberschaeffolsheim Canal - Wolfisheim Bœuf Rouge - Eckbolsheim Centre - Hautepierre Maillon - 62 Baggersee - Graffenstaden - 62a Baggersee - Geispolsheim - 63 Campus d'Illkirch - Plobsheim - 65 Baggersee - Ohnheim - Lipsheim Gare - 66 Baggersee - Fegersheim - Lipsheim Centre - 70 Robertsau - Hautepierre - 71 Les Halles - Eckwersheim Hippodrome via Vendenheim/Lampertheim Bourgogne via Mundolsheim Mairie - 72 Bischheim - La Wantzenau Le Tilleul - La Wantzenau Le Golf - 72a République - La Wantzenau Le Tilleul - La Wantzenau Le Golf |

### Conséquences des extensions du tramway en 2007 et 2008
Le 25 août 2007, à l'occasion des extensions des lignes C et D du tramway et la création de la ligne E dans les quartiers Sud-Est (Neudorf, Meinau, Polygone), le réseau a été restructuré : Les anciennes lignes  11/11a/21 (de l'ancienne douane à Kehl, au port ou à Wattwiller) sont en partie reprises par la ligne D, tandis que la partie restante des lignes 11/21 est reprise par la seule ligne 21, et la 11a par la ligne 27 profondément remaniée. Les lignes 6, 7, 19 et 40 ont aussi été remaniées, et une navette est créée dans le quartier du Neudorf. La ligne 21 est elle-même séparée en deux lignes 21 et 31 le 5 novembre 2007.
Le 26 novembre 2007, l'extension de la ligne E à la Robertsau en entraîné des adaptations sur les lignes 15 et 15a, d'une navette de quartier et d'une ligne expérimentale, la 18 entre le Wacken et Fuchs am Buckel à La Robertsau, supprimée par la suite en raison d'une faible fréquentation.
Le 30 juin 2008 à l'occasion du prolongement de la ligne B à Lingolsheim, la seconde après celle effectuée en janvier à Ostwald qui n'avait entraîné aucun changement sur les lignes de bus, le réseau a été restructuré dans le Sud-Ouest de l'agglomération, : Les lignes 12 et 13 sont modifiées, la ligne 15 est amputée d'une partie de son trajet au profit de la nouvelle ligne 22 et la ligne 50 est raccourcie, afin ne plus doubler la ligne 15.

### Évolutions ultérieures
Le 30 novembre 2013, à l'occasion de la mise en service de la ligne G du BHNS de Strasbourg et des extensions des lignes A et D, la ligne de bus 29 est créée. Elle relie le campus de Schiltigheim à l'arrêt Schnokeloch en passant par la station Ducs d'Alsace. Les lignes 4a, 17, 19, 50 et 70 sont modifiés en conséquence.
Le 13 juillet 2015, trois navettes du réseau ont été supprimées : Hôpital civil, Neudorf Marché et la navette événementielle vers le Zénith.
Le 23 avril 2016, le prolongement des lignes A et E à Illkirch-Graffenstaden a entraîne de nombreux changements sur le secteur Sud du réseau : les lignes 7, 65 et 66 laissent place aux nouvelles lignes 57 et 67. D'autres lignes sont modifiées telle la ligne 2 qui abandonne sa desserte d'Ostwald et Illkirch-Graffenstaden à la ligne 13, et les lignes 27, 62 et 63 qui voient leurs trajets évoluer. De plus, les lignes 257, 260 et 270 du Réseau 67 sont accessibles en tarif CTS dans l'Eurométropole.
Le 29 avril 2017, le prolongement de la ligne D à Kehl entraîne la suppression de la ligne 21. Le trajet de la ligne 2 est également modifié, elle dessert maintenant le jardin des Deux Rives. Les lignes 10 et N2 sont déviées de Corbeau, à la suite de la piétonisation des berges. Enfin, la ligne 15 devient la ligne L1, première ligne structurante du réseau.

### Restructuration des secteurs nord et ouest en 2018
Le 27 août 2018, le réseau est restructuré dans les secteurs nord et ouest de l'Eurométropole, avec la mise en place de deux nouvelles lignes structurantes et la création de nombreuses nouvelles lignes par le biais de la simplification de plusieurs lignes, en particulier la très complexe ligne 71, mais aussi les lignes 6, 50 et 70,.
La scission en deux de la ligne 4, effective depuis mai 2018, est entérinée par le renommage de sa section nord en ligne L3 amputée de la desserte de Reichstett reprise par les lignes 74 et 76, la ligne 6 devenant la ligne L6 et est dotée d'une branche pour Vendenheim, la branche 6a est reprise par la ligne 75 et la branche 6b par la ligne sur réservation 77.
En résumé pour les autres lignes, la ligne 50 est simplifiée par la création de la ligne 60, la ligne 70 abandonne la desserte d'Oberschaeffolsheim à la nouvelle ligne 41 (Poteries-Achenheim) ; la ligne 71 est éclatée en trois lignes (71, 73 et 75) tandis que les navettes desservant la gare d'Entzheim sont renumérotées en tant que lignes régulières (seules les navettes Robertsau et Lingolsheim-Illkirch restent ainsi non numérotées).

### Extension du tramway à La Robertsau en 2019
Avec l'extension de la ligne E à La Robertsau le 17 juin 2019, le réseau est modifié dans le quartier avec de nouveaux itinéraires pour les lignes L1 et 15a, cette dernière étant renumérotée 15 ; la ligne 72 fonctionne désormais tous les jours avec le même itinéraire (celui utilisé jusqu'à présent en semaine). La navette Robertsau devant initialement être supprimée a été maintenue à la suite d'une pétition, et la ligne 70 circule dorénavant aussi les dimanche et jours fériés. La navette est finalement supprimée le 1er janvier 2023 faute de fréquentation, 174 voyageurs par jour soit trois par trajet, et malgré les protestations des riverains,.

### Restructuration du secteur Neuhof-Meinau en 2023
Depuis le 3 avril 2023, une nouvelle ligne circulaire numérotée 18 dessert IKEA et le secteur du marché gare.
Le 28 août 2023, deux nouvelles lignes structurantes, adoptant finalement la marque « Chron'hop » et la lettre C au lieu du L, voient le jour dans le quartier Neuhof-Meineau, et plusieurs lignes sont modifiées en conséquence, :
- Ligne C1 : La ligne L1 passe sous le label « Chron'hop » ;
- Ligne C7 : Nouvelle ligne structurante remplaçant la ligne 27 entre Baggersee et le port à l'exception de la desserte de la CARSAT ;
- Ligne C8 : Nouvelle ligne structurante remplaçant l'actuelle ligne 24 avec suppression du service intermittent jusqu'à Place des Colombes ;
- Lignes 14 et 24 : Lignes supprimées et remplacées par les nouvelles lignes C7 et C8 avec de nouveaux tracés et un nouveau terminus (Lucie Aubrac);
- Ligne 30 : Service de soirée assurée sur le même trajet qu'en journée ;
- Ligne 31 : Ligne prolongée à Baggersee depuis Kibitzenau en reprenant le trajet des lignes 57 et 67 plus la desserte de la CARSAT de la ligne 27 ;
- Ligne 40 : Création d'un service de soirée entre Neuhof Rodolphe Reuss et Neuhof Ganzau, en remplacement du Taxibus ;
- Lignes 57 et 67 : Suppression du tronçon Baggersee-Kibitzenau.

Quelques arrêts sont renommés, dont des terminus : Jean Moulin (terminus partiel du C7) devient Neuhof Lucie Aubrac, Neuhof Stéphanie devient Neuhof Stockfeld et Wattwiller devient Ampère.
Cette restructuration diffère quelque peu du projet présenté en 2022 dans lequel la ligne C8 (ex-L8) se nommait L4 et où le tronçon Baggersee-Kibitzenau de la 31 prolongée était initialement attribué à une ligne distincte qui aurait dû reprendre le numéro 27.
Le 13 novembre 2023, le prolongement de la ligne G du BHNS à Vauban-Rotterdam entraine une restructuration du réseau dans le centre et le nord, avec l'apparition de trois nouvelles lignes « Chron'hop », : 
- Ligne C3 : La ligne L3 passe sous le label « Chron'hop » ;
- Ligne C6 : La ligne L6, qui passe sous le label « Chron'hop », est profondément modifiée en abandonnant la desserte de Vendenheim et Hoenheim au profit d'un nouveau trajet reprenant le tronçon Elmerforst-Gare de la ligne 2 puis rejoint Pont Phario ; elle est toutefois vite scindée en deux en raison d'instabilités sur les ponts quartiers gare.
- Ligne C9 : Nouvelle ligne « Chron'hop » au départ des Halles et à destination de Vendenheim et Hoenheim reprenant le tracé de la L6 ;
- Ligne 2 : la ligne fonctionne entre la Gare centrale et le Jardin des Deux Rives (au lieu d'Elmerfost). Un retour à l'ancien tracé aura lieu à l'automne 2024.

A la rentrée 2024, de nouveaux changements sont effectués :
- Lignes C6 et 2 : La ligne 2 reprend son ancien parcours vers Elmerforst à un rythme d'un bus sur deux en journée. Cela est fait au détriment de la ligne C6, limitée aux Halles.

- Ligne C8 : Le terminus au centre passe d'Ancienne Douanne à Porte de l'Hôpital. Cela marque la disparition des bus sur la Grande-Île.
- Ligne 45 : La ligne est prolongée de Roethig-Gare à Poteries, terminus de la ligne de tramway D, créant une liaison entre Lingolsheim, Eckbolsheim et le quartier de Hautepierre.

## Le réseau

### Restructuration d'ici 2028
Dans le cadre du prolongement du tramway à Wolfisheim en 2026, le réseau de bus serait restructuré ainsi :
- La ligne 13, devenant la ligne Chron'hop C4, cède sa section dans Lingolsheim à la ligne 2, et rejoindra Montagne Verte, avant de reprendre l'itinéraire du bus 50 et du bus 29, qui seront supprimés.
- La ligne 50 deviendra la ligne C5, et partira du nouveau collège rue Jean Mentelin.
- La ligne 4/4a sera supprimée, fusionnant son parcours avec la ligne 70.
- La ligne 70 sera débarassée de l'antenne 70a et prolongée à Wolfisheim à la place de la ligne 4.

Dans le cadre du prolongement du tramway à Schiltigheim et Bischheim à l'horizon 2027-2028, le réseau de bus serait à nouveau restructuré :
- Ligne C1 : Prolongée vers Boecklin en lieu et place de la ligne 15.

- Ligne C3 : Déviée entre la Place de Haguenau et le centre de Schiltigheim par la rue de l'Eglise Rouge.
- Ligne C6 : Le prolongement vers Elmerforst serait remis en place après une suppression à la rentrée 2024.

- Ligne C9 : Supprimée et remplacée par les lignes 16 (Les Halles - Hoenheim-Gare par la M35) et 26 (Espace Européen de l'Entreprise - Vendenheim-Gare)
- Lignes 2 et 17 : Fusionnées pour former la ligne C2 (Mittelhausbergen - Jardin des Deux Rives). La nouvelle ligne passerait par l'échangeur de la M2350 après l'arrêt Place de Pierre.
- Lignes 10 et 15 : La partie nord de la ligne 10 sera remplacée par le prolongement du tramway, la partie sud sera reprise par un prolongement de la ligne 15 qui effectuera alors le parcours Porte Blanche - Quartier des Quinze.

### Lignes Chron'hop
L'Eurométropole de Strasbourg et la CTS ont décidé d'investir huit millions d'euros entre 2016 et 2020 afin de restructurer le réseau de bus et de mettre en place des « lignes structurantes » inspirées de celles du réseau des transports en commun lyonnais.
La première ligne bénéficiant de ces aménagements est la ligne 15, l'une des plus fréquentées du réseau et qui est renommée L1— L'indice 15 est par la suite réutilisé par la ligne 15a —. Elle se voit équipée de couloirs bus sur 20 % de son itinéraire (soit 5 km), de la priorité aux feux sur 25 carrefours et de distributeurs de titres et transports (Tanneries, Hôpital civil, Étoile-Bourse et Observatoire sont les premières équipées) et bornes d'informations annonçant les prochains bus à tous les arrêts,. L'objectif est de réduire le temps de trajet de quatre à cinq minutes et d'atteindre une régularité de 80 %. Les couloirs bus sont notamment construit dans le centre-ville sur les quais et vers l'Hôpital civil, ainsi que sur la route de Schirmeck et les boulevards de la Marne et Leblois. Les travaux des premiers aménagements ont commencé en 2016, pour une mise en service complète prévue initialement en mars 2017, mais qui est finalement effective depuis le 29 avril 2017.
En 2017 il est annoncé que les lignes 2, 4 et 6 seront ensuite adaptées selon les mêmes critères. Ainsi, dès le 27 août 2018, la nouvelle ligne L3 remplace la section Les Halles-Hœnheim Gare de la ligne 4 et la ligne 6 est convertie en ligne L6,. Deux nouvelles lignes, les L4 et L7 devraient voir le jour d'ici 2023 tandis qu'aucune date n'a, en 2022, été confirmée pour la transformation de la ligne 2.
En juin 2023, l'Eurométropole annonce le remplacement des « lignes structurantes » par les lignes « Chron'hop », identifiées par la lettre C au lieu de L. Ces lignes bénéficieront d'une amplitude de 5 h 30 à 0 h 30 (6 h à 0 h 30 les dimanches et fêtes), d'une fréquence de huit minutes en heures de pointe et dix minutes en heures creuses et de la possibilité de montée et descendre par toutes les portes contrairement aux autres lignes où la montée se fait par l'avant.
Le déploiement du label se fait en deux temps : Le 28 août 2023 pour les lignes C1 (ancienne ligne L1), C7 (ancienne ligne 27) et C8 (ancienne ligne 24) et en novembre 2023 pour les lignes C3 (ancienne L3), C6 (partie de l'ancienne L6) et C9 (partie de l'ancienne L6).
| Ligne | Caractéristiques | Caractéristiques | Caractéristiques | Caractéristiques | Caractéristiques | Caractéristiques | Caractéristiques | Caractéristiques | Caractéristiques |
| C1    | Lingolsheim - Alouettes ⥋ Robertsau - Lamproie | Lingolsheim - Alouettes ⥋ Robertsau - Lamproie                                                                                        | Lingolsheim - Alouettes ⥋ Robertsau - Lamproie                                                                                        | Lingolsheim - Alouettes ⥋ Robertsau - Lamproie                                                                                        | Lingolsheim - Alouettes ⥋ Robertsau - Lamproie                                                                                        | Lingolsheim - Alouettes ⥋ Robertsau - Lamproie                                                                                        | Lingolsheim - Alouettes ⥋ Robertsau - Lamproie                                                                                        | Lingolsheim - Alouettes ⥋ Robertsau - Lamproie                                                                                        | Lingolsheim - Alouettes ⥋ Robertsau - Lamproie                                                                                        |
| ----- | --- | --- | --- | --- | --- | --- | --- | --- | --- |
| C1    | Ouverture / Fermeture 29 avril 2017 / — | Longueur 16 km | Durée 61 min | Nb. d’arrêts 38 | Matériel Urbanway 18 GNC Urbino 18 GNC                                                                                                | Jours de fonctionnement L, Ma, Me, J, V, S, D                                                                                         | Jour / Soir / Nuit / Fêtes O / O / N / O                                                                                              | Voy. / an — | Unité de production Kibitzenau |
| C1    | Desserte : - Villes et lieux desservis : Lingolsheim (Étang Zimmer, Synagogue, Église, Mairie, Église Saint-Jean-Baptiste, Parc d'activités des Tanneries) et Strasbourg (Église du Sacré-Cœur, Église Saint-Arbogast, Parc Eugène-Imbs, La Laiterie, Église Notre-Dame de Lourdes, Casernes Marcot et Sénarmont, Grande mosquée, Lycée Pasteur, Hôpital civil, Parc du Heyritz, Parc de l'Étoile, Centre administratif de Strasbourg Eurométropole, Canal du Rhône au Rhin, Cité de la musique et de la danse, Rivetoile, Médiathèque André-Malraux, Cité administrative de Strasbourg, Église du Christ Ressuscité, Faculté de droit, sciences politiques et gestion, Synagogue de l'Esplanade, Parc de la Citadelle, Jardin botanique, Campus central, Observatoire astronomique, Planétarium, Pôle européen de gestion et d'économie, Lycée René-Cassin, Place du Conseil des Quinze, Parc de l'Orangerie, Institut de mécanique des fluides, Église russe, Hôpital de la Robertsau) - Stations et gares desservies : Lingolsheim Alouettes (B), Gare de Strasbourg-Roethig à distance, à l'arrêt Tanneries, Montagne Verte (B), Laiterie (B et G), Lycée Pasteur (G), Hôpital Civil (G), Hôtel de Police (G), Étoile Bourse (A, D et G), Esplanade (C, E), Observatoire (C, E et F). | | | | | | | | |
| C1    | Autre : - Arrêt non accessible aux UFR : Kastler vers Robertsau. - Amplitudes horaires : La ligne fonctionne du lundi au samedi de 5 h 5 à 0 h 30 et les dimanches et fêtes à partir de 5 h 55 environ. - Particularités : - les mardis et samedis, l'arrêt Marne n'est pas desservi avant 15 h 30 pour cause de marché ; - le prototype du système d'essieu « Boreal » de Lohr Industrie, permettant d'hybrider n'importe quel autobus, a été affecté à la ligne. Il s'agissait d'un Urbino 18 GNC transformé de facto en hybride GNC-électrique,. - Date de dernière mise à jour : 21 novembre 2023. | | | | | | | | |
| C1    | Dernière actualisation : — | | | | | | | | |
| C3    | Les Halles - Pont de Paris ⥋ Hœnheim Gare | Les Halles - Pont de Paris ⥋ Hœnheim Gare                                                                                             | Les Halles - Pont de Paris ⥋ Hœnheim Gare                                                                                             | Les Halles - Pont de Paris ⥋ Hœnheim Gare                                                                                             | Les Halles - Pont de Paris ⥋ Hœnheim Gare                                                                                             | Les Halles - Pont de Paris ⥋ Hœnheim Gare                                                                                             | Les Halles - Pont de Paris ⥋ Hœnheim Gare                                                                                             | Les Halles - Pont de Paris ⥋ Hœnheim Gare                                                                                             | Les Halles - Pont de Paris ⥋ Hœnheim Gare                                                                                             |
| C3    | Ouverture / Fermeture 27 août 2018 / — | Longueur — | Durée 23 min | Nb. d’arrêts 15 | Matériel Urbanway 18 GNC Citelis 18 GNC Urbino 18 GNC Citaro G Facelift GNC BHNS                                                      | Jours de fonctionnement L, Ma, Me, J, V, S, D                                                                                         | Jour / Soir / Nuit / Fêtes O / O / N / O                                                                                              | Voy. / an — | Unité de production Cronenbourg |
| C3    | Desserte : - Villes et lieux desservis : Strasbourg (Quai Kléber, Pont de Paris, Centre commercial Place des Halles, Square de l'ancienne Synagogue, Église protestante Saint-Pierre-le-Jeune, Clinique de la Toussaint, Chapelle de la Toussaint, Place du Faubourg de Pierre, Place de Haguenau, Cimetière Sainte-Hélène), Schiltigheim (Brasserie Fischer, Mairie, Église protestante, Église de la Sainte-Famille, Cimetière, Jardin de la Résistance), Bischheim (Église Saint-Laurent, Mairie, Parc Wodli) et Hœnheim (Mairie, Chapelle Saint-Jean, Église Saint-Joseph) - Stations et gares desservies : Ancienne Synagogue - Les Halles (A et D) à distance, à l'arrêt Les Halles - Pont de Paris, Place de Pierre (H), Travail (H) et Gare de Hœnheim-Tram / Hœnheim Gare (B). | | | | | | | | |
| C3    | Autre : - Arrêt non accessible aux UFR : Aucun. - Amplitudes horaires : La ligne fonctionne du lundi au samedi de 5 h 15 à 0 h 55 et les dimanches et fêtes à partir de 6 h 10 environ. - Restructuration du 13 novembre 2023 : La ligne L3 devient C3 et se dote d'un nouvel itinéraire en boucle dans le secteur des Halles. - Date de dernière mise à jour : 29 octobre 2024. | | | | | | | | |
| C3    | Dernière actualisation : — | | | | | | | | |
| C6    | Robertsau - Pont Phario ⥋ Les Halles - Pont de Paris | Robertsau - Pont Phario ⥋ Les Halles - Pont de Paris                                                                                  | Robertsau - Pont Phario ⥋ Les Halles - Pont de Paris                                                                                  | Robertsau - Pont Phario ⥋ Les Halles - Pont de Paris                                                                                  | Robertsau - Pont Phario ⥋ Les Halles - Pont de Paris                                                                                  | Robertsau - Pont Phario ⥋ Les Halles - Pont de Paris                                                                                  | Robertsau - Pont Phario ⥋ Les Halles - Pont de Paris                                                                                  | Robertsau - Pont Phario ⥋ Les Halles - Pont de Paris                                                                                  | Robertsau - Pont Phario ⥋ Les Halles - Pont de Paris                                                                                  |
| C6    | Ouverture / Fermeture 27 août 2018 / — | Longueur — | Durée 35 min | Nb. d’arrêts 32 | Matériel Urbanway 18 GNC Citelis 18 GNC Urbino 18 GNC Citaro G Facelift GNC BHNS                                                      | Jours de fonctionnement L, Ma, Me, J, V, S, D                                                                                         | Jour / Soir / Nuit / Fêtes O / O / N / O                                                                                              | Voy. / an — | Unité de production Cronenbourg |
| C6    | Desserte : - Villes et lieux desservis : Strasbourg (Centre de secours Nord, Église Sainte-Bernadette, Mosquée de la cité de l'Ill, Église protestante de la cité de l'Ill, Cimetière Nord, Parc de la Petite Orangerie, Église protestante de la Robertsau, Cimetière Saint-Louis, Kaysersguet, Palais de l'Europe, Institutions européennes, Parc de l'Orangerie, Clinique de l'Orangerie, Palais universitaire, Jardin botanique, Campus central, Église Saint-Paul, Direction régionale des Douanes, Hôtel des Postes, Palais de la diète d'Alsace-Lorraine-Théâtre national, Bibliothèque nationale et universitaire, Préfecture administrative d'Alsace et du Bas-Rhin, Musée Tomi Ungerer, Place de la République, Palais du Rhin, Opéra national du Rhin, Palais de justice, Église protestante Saint-Pierre-le-Jeune, Quai Kléber, Quai de Paris, Canal du Faux-Rempart, Pont de Paris) - Stations et gares desservies : Pont Phario (B), Boecklin (E), Droits de l'Homme (E), République (B, C, E et F), Ancienne Synagogue - Les Halles (A et D) à distance, à l'arrêt Les Halles - Pont de Paris. | | | | | | | | |
| C6    | Autre : - Arrêt non accessible aux UFR : Aucun. - Amplitudes horaires : La ligne fonctionne du lundi au samedi de 5 h 10 à 1 h 5 et les dimanches et fêtes à partir de 6 h environ. - Particularités : En raison de travaux sur le Pont Kuss, la ligne est exploitée en deux tronçons à partir du 13 novembre 2023 et jusqu'au 26 août 2024 avec d'une part le tronçon entre Pont Phario et République et celui entre Musée d'Art Moderne et Elmerforst. - Restructuration du 13 novembre 2023 : La ligne C6 reprend le tronçon entre La Robertsau et le centre-ville de l'ancienne L6 et le tronçon entre le centre-ville et Elmerforst de la ligne 2. - Date de dernière mise à jour : 29 octobre 2024. | | | | | | | | |
| C6    | Dernière actualisation : — | | | | | | | | |
| C7    | Baggersee ⥋ Port autonome Sud (Neuhof - Lucie Aubrac à certains services et le week-end / La Rochelle en semaine, en heure de pointe) | Baggersee ⥋ Port autonome Sud (Neuhof - Lucie Aubrac à certains services et le week-end / La Rochelle en semaine, en heure de pointe) | Baggersee ⥋ Port autonome Sud (Neuhof - Lucie Aubrac à certains services et le week-end / La Rochelle en semaine, en heure de pointe) | Baggersee ⥋ Port autonome Sud (Neuhof - Lucie Aubrac à certains services et le week-end / La Rochelle en semaine, en heure de pointe) | Baggersee ⥋ Port autonome Sud (Neuhof - Lucie Aubrac à certains services et le week-end / La Rochelle en semaine, en heure de pointe) | Baggersee ⥋ Port autonome Sud (Neuhof - Lucie Aubrac à certains services et le week-end / La Rochelle en semaine, en heure de pointe) | Baggersee ⥋ Port autonome Sud (Neuhof - Lucie Aubrac à certains services et le week-end / La Rochelle en semaine, en heure de pointe) | Baggersee ⥋ Port autonome Sud (Neuhof - Lucie Aubrac à certains services et le week-end / La Rochelle en semaine, en heure de pointe) | Baggersee ⥋ Port autonome Sud (Neuhof - Lucie Aubrac à certains services et le week-end / La Rochelle en semaine, en heure de pointe) |
| C7    | Ouverture / Fermeture 28 août 2023 / — | Longueur — | Durée — | Nb. d’arrêts 23 (13) | Matériel GX 327 GNC Urbanway 12 GNC                                                                                                   | Jours de fonctionnement L, Ma, Me, J, V, S, D                                                                                         | Jour / Soir / Nuit / Fêtes O / O / N / O                                                                                              | Voy. / an — | Unité de production Kibitzenau |
| C7    | Desserte : - Ville et lieux desservis : Illkirch-Graffenstaden (Centre commercial du Baggersee) et Strasbourg (Église protestante de la Meinau, Église Saint-Vincent-de-Paul, Parc Schulmeister, Église protestante de la Résurrection, Quartier Aubert de Vincelles, Forêt du Neuhof, Port autonome - Partie Sud) - Stations desservies : Baggersee (A et E), Hohwart (A et E) et Neuhof Rodolphe Reuss (C). | | | | | | | | |
| C7    | Autre : - Arrêt non accessible aux UFR : Aucun. - Amplitudes horaires : La ligne fonctionne du lundi au samedi de 4 h 25 à 0 h 45, et les dimanches et fêtes à partir de 6h environ. - Particularités : - En semaine à raison d'un bus sur deux et les dimanches et jours fériés, la ligne est limitée au trajet entre Baggersee et Neuhof - Lucie Aubrac ; - Le samedi, la ligne est limitée au trajet entre Baggersee et Eurofret. - En semaine aux heures de pointe (de 6h à 9h le matin) et de (15h à 18h l'après-midi), un service sur deux est limitée à La Rochelle. - Date de dernière mise à jour : 11 avril 2025. | | | | | | | | |
| C7    | Dernière actualisation : — | | | | | | | | |
| C8    | Pont Saint-Nicolas ⥋ Neuhof - Stockfeld | Pont Saint-Nicolas ⥋ Neuhof - Stockfeld                                                                                               | Pont Saint-Nicolas ⥋ Neuhof - Stockfeld                                                                                               | Pont Saint-Nicolas ⥋ Neuhof - Stockfeld                                                                                               | Pont Saint-Nicolas ⥋ Neuhof - Stockfeld                                                                                               | Pont Saint-Nicolas ⥋ Neuhof - Stockfeld                                                                                               | Pont Saint-Nicolas ⥋ Neuhof - Stockfeld                                                                                               | Pont Saint-Nicolas ⥋ Neuhof - Stockfeld                                                                                               | Pont Saint-Nicolas ⥋ Neuhof - Stockfeld                                                                                               |
| C8    | Ouverture / Fermeture 28 août 2023 / — | Longueur 9 km | Durée 31 min | Nb. d’arrêts 19 | Matériel Urbanway 18 GNC Urbino 18 GNC Citelis 18 GNC                                                                                 | Jours de fonctionnement L, Ma, Me, J, V, S, D                                                                                         | Jour / Soir / Nuit / Fêtes O / O / N / O                                                                                              | Voy. / an — | Unité de production Kibitzenau |
| C8    | Desserte : - Ville et lieux desservis : Strasbourg (Ancienne douane, Archives municipales, Parc de l'Étoile, Centre administratif de Strasbourg Eurométropole, Canal du Rhône au Rhin, Cité de la musique et de la danse, Rivetoile, Médiathèque André-Malraux, Cimetière Saint-Urbain, Clinique Sainte-Odile, Église Saint-Aloyse, Église protestante de Neudorf, Foyer Charles-Frey, Piscine de la Kibitzenau, Unité de production Kibitzenau, Quartier Lizé, Cimetière du Polygone, Église Saint-Christophe, Église protestante du Neuhof, Église Saint-Ignace, Forêt du Neuhof) - Stations desservies : Porte de l'Hôpital (A et D), Étoile Bourse (A, D et G), Étoile Polygone (D et E), Gravière (C), Kibitzenau (C), Saint-Christophe (C) et Neuhof Rodolphe Reuss (C). | | | | | | | | |
| C8    | Autre : - Arrêt non accessible aux UFR : Welsch. - Amplitudes horaires : La ligne fonctionne du lundi au samedi de 4 h 45 à 1 h 5 et les dimanches et fêtes à partir de 5 h 50 environ. - Date de dernière mise à jour : 21 novembre 2023. | | | | | | | | |
| C8    | Dernière actualisation : — | | | | | | | | |
| C9    | Les Halles - Pont de Paris ⥋ Hœnheim Gare (Vendenheim Gare un bus sur deux, jusqu'à 21 h) | Les Halles - Pont de Paris ⥋ Hœnheim Gare (Vendenheim Gare un bus sur deux, jusqu'à 21 h)                                             | Les Halles - Pont de Paris ⥋ Hœnheim Gare (Vendenheim Gare un bus sur deux, jusqu'à 21 h)                                             | Les Halles - Pont de Paris ⥋ Hœnheim Gare (Vendenheim Gare un bus sur deux, jusqu'à 21 h)                                             | Les Halles - Pont de Paris ⥋ Hœnheim Gare (Vendenheim Gare un bus sur deux, jusqu'à 21 h)                                             | Les Halles - Pont de Paris ⥋ Hœnheim Gare (Vendenheim Gare un bus sur deux, jusqu'à 21 h)                                             | Les Halles - Pont de Paris ⥋ Hœnheim Gare (Vendenheim Gare un bus sur deux, jusqu'à 21 h)                                             | Les Halles - Pont de Paris ⥋ Hœnheim Gare (Vendenheim Gare un bus sur deux, jusqu'à 21 h)                                             | Les Halles - Pont de Paris ⥋ Hœnheim Gare (Vendenheim Gare un bus sur deux, jusqu'à 21 h)                                             |
| C9    | Ouverture / Fermeture 13 novembre 2023 / — | Longueur — | Durée 30 min | Nb. d’arrêts 26 (22) | Matériel Urbanway 18 GNC Citelis 18 GNC Urbino 18 GNC Citaro G Facelift GNC BHNS                                                      | Jours de fonctionnement L, Ma, Me, J, V, S, D                                                                                         | Jour / Soir / Nuit / Fêtes O / O / N / O                                                                                              | Voy. / an — | Unité de production Cronenbourg |
| C9    | Desserte : - Villes et lieux desservis : Strasbourg (Quai Kléber, Pont de Paris, Centre commercial Place des Halles, Square de l'ancienne Synagogue, Église protestante Saint-Pierre-le-Jeune, Clinique de la Toussaint, Chapelle de la Toussaint, Place du Faubourg de Pierre, Place de Haguenau, Cimetière Sainte-Hélène), Schiltigheim (Couvent Saint-Charles, Église protestante de la Trinité, Cimetière, Église Notre-Dame-de-l'Immaculée-Conception), Bischheim (Église Saint-Michel, Église du Christ-Roi, Espace Européen de l'Entreprise), Hœnheim, Mundolsheim, Lampertheim et Vendenheim (Zone commerciale) - Stations et gares desservies : Ancienne Synagogue - Les Halles (A et D) à distance, à l'arrêt Les Halles - Pont de Paris, Place de Pierre (H), Travail (H), Gare de Hœnheim-Tram / Hœnheim Gare (B) et gare de Vendenheim. | | | | | | | | |
| C9    | Autre : - Arrêt non accessible aux UFR : Travail. - Amplitudes horaires : La ligne fonctionne du lundi au samedi de 5 h 10 à 1 h 10 et les dimanches et fêtes à partir de 5 h 55 environ. - Particularités : En journée, chaque branche est desservie en alternance, à raison d'un bus sur deux ; en soirée après 21 h environ tous les bus effectuent leur terminus à la gare de Hœnheim-Tram. - Restructuration du 13 novembre 2023 : La ligne C9 reprend le tronçon entre Vendenheim, Hoenheim et le centre-ville de l'ancienne L6. - Date de dernière mise à jour : 29 octobre 2024. | | | | | | | | |
| C9    | Dernière actualisation : — | | | | | | | | |

### Lignes 2 à 9
| Ligne  | Caractéristiques | Caractéristiques                                                                                             | Caractéristiques                                                                                             | Caractéristiques                                                                                             | Caractéristiques                                                                                             | Caractéristiques                                                                                             | Caractéristiques                                                                                             | Caractéristiques                                                                                             | Caractéristiques                                                                                             |
| 2      | Gare Centrale / Elmerforst (un bus sur deux, en soirée, le dimanche et jours fériés) ⥋ Jardin des Deux Rives | Gare Centrale / Elmerforst (un bus sur deux, en soirée, le dimanche et jours fériés) ⥋ Jardin des Deux Rives | Gare Centrale / Elmerforst (un bus sur deux, en soirée, le dimanche et jours fériés) ⥋ Jardin des Deux Rives | Gare Centrale / Elmerforst (un bus sur deux, en soirée, le dimanche et jours fériés) ⥋ Jardin des Deux Rives | Gare Centrale / Elmerforst (un bus sur deux, en soirée, le dimanche et jours fériés) ⥋ Jardin des Deux Rives | Gare Centrale / Elmerforst (un bus sur deux, en soirée, le dimanche et jours fériés) ⥋ Jardin des Deux Rives | Gare Centrale / Elmerforst (un bus sur deux, en soirée, le dimanche et jours fériés) ⥋ Jardin des Deux Rives | Gare Centrale / Elmerforst (un bus sur deux, en soirée, le dimanche et jours fériés) ⥋ Jardin des Deux Rives | Gare Centrale / Elmerforst (un bus sur deux, en soirée, le dimanche et jours fériés) ⥋ Jardin des Deux Rives |
| ------ | --- | --- | --- | --- | --- | --- | --- | --- | --- |
| 2      | Ouverture / Fermeture — / — | Longueur —                                                                                                   | Durée 29/54 min                                                                                              | Nb. d’arrêts 20/29                                                                                           | Matériel ie bus 12                                                                                           | Jours de fonctionnement L, Ma, Me, J, V, S, D                                                                | Jour / Soir / Nuit / Fêtes O / O / N / O                                                                     | Voy. / an —                                                                                                  | Unité de production Elsau                                                                                    |
| 2      | Desserte : - Ville et lieux desservis : Strasbourg (Gare de Strasbourg-Ville et Place de la Gare, Centre commercial Place des Halles, Place du Faubourg de Pierre, Palais des Fêtes, Quartier Stirn, Centre de réadaptation Clemenceau, Lycée Kléber, Clinique Bethesda, Caserne Turenne, Lycée Sainte-Clotilde, Église Saint-Maurice, Pôle européen de gestion et d'économie, Lycée René-Cassin, Jardin botanique, Campus central, Observatoire astronomique, Planétarium, Église Saint-Matthieu, Stade Émile-Stahl, Port autonome - Port du Rhin, Gare de Strasbourg-Port-du-Rhin, Église Sainte-Jeanne-d'Arc, Jardin des Deux Rives). - Stations et gares desservies : Elmerforst (B), Montagne Verte (B), Laiterie (B et G), Porte Blanche (F et G), Gare de Strasbourg-Ville / Gare Centrale (A, C, D, G et H), Wilson (G et H), Place de Pierre (H), Phalsboug (H), Clemenceau (H), Lycée Kléber (B, E et H), Observatoire (C, E et F), Place d'Islande (F) et Port du Rhin (D). | | | | | | | | |
| 2      | Autre : - Arrêt non accessible aux UFR : Dunkerque. - Amplitudes horaires : La ligne fonctionne du lundi au samedi de 4 h 50 à 0 h 30 et les dimanches et fêtes à partir de 5 h 35 environ. - Particularités : - du lundi au samedi, un à deux départs le matin sont assurés au départ de Montagne Verte ; - les mardis et samedis, l'arrêt Marne n'est pas desservi avant 15 h 30 pour cause de marché. - En semaine et le Samedi, un bus sur deux rejoint le terminus à Elmerforst, En soirée, les dimanches et jour fériés : La ligne 2 est prolongé à Elmerforst. - Date de dernière mise à jour : 29 octobre 2024. | | | | | | | | |
| 2      | Dernière actualisation : — | | | | | | | | |
| 4 / 4a | Wolfisheim - Stade / Poteries (un bus sur deux, sous l'indice 4a) ⥋ Comtes | Wolfisheim - Stade / Poteries (un bus sur deux, sous l'indice 4a) ⥋ Comtes                                   | Wolfisheim - Stade / Poteries (un bus sur deux, sous l'indice 4a) ⥋ Comtes                                   | Wolfisheim - Stade / Poteries (un bus sur deux, sous l'indice 4a) ⥋ Comtes                                   | Wolfisheim - Stade / Poteries (un bus sur deux, sous l'indice 4a) ⥋ Comtes                                   | Wolfisheim - Stade / Poteries (un bus sur deux, sous l'indice 4a) ⥋ Comtes                                   | Wolfisheim - Stade / Poteries (un bus sur deux, sous l'indice 4a) ⥋ Comtes                                   | Wolfisheim - Stade / Poteries (un bus sur deux, sous l'indice 4a) ⥋ Comtes                                   | Wolfisheim - Stade / Poteries (un bus sur deux, sous l'indice 4a) ⥋ Comtes                                   |
| 4 / 4a | Ouverture / Fermeture — / — | Longueur —                                                                                                   | Durée 4 : 15 min 4a : 10 min                                                                                 | Nb. d’arrêts 4 : 17 4a : 9                                                                                   | Matériel Citelis 12 GNC Urbanway 18 GNC                                                                      | Jours de fonctionnement L, Ma, Me, J, V, S, D                                                                | Jour / Soir / Nuit / Fêtes O / O / N / O                                                                     | Voy. / an —                                                                                                  | Unité de production Cronenbourg                                                                              |
| 4 / 4a | Desserte : - Villes et lieux desservis : Wolfisheim (Stade Jules-Michel, Mairie, Église et cimetière protestant, Synagogue, Église catholique), Eckbolsheim (Cimetière intercommunal, centre-ville), Strasbourg (Parc des Poteries, Lycée Marcel-Rudloff, Église Saint-Jean-Bosco, Église Saint-Paul, Église Saint-Joseph) - Stations et gares desservies : Poteries (D) et Comtes (F). | | | | | | | | |
| 4 / 4a | Autre : - Arrêt non accessible aux UFR : Aucun. - Amplitudes horaires : La ligne fonctionne du lundi au samedi de 5 h à 0 h 30 et les dimanches et fêtes à partir de 5 h 50 environ. - Particularités : La ligne fonctionne selon l'alternance d'un bus sur deux, les trajets Poteries-Comtes étant désignés avec l'indice 4a. - Modifications au 29 août 2022 : suppression du tronçon entre Comtes et Les Halles à la suite du renforcement de l'offre de la ligne F du tramway. - Date de dernière mise à jour : 29 octobre 2024. | | | | | | | | |
| 4 / 4a | Dernière actualisation : — | | | | | | | | |

### Lignes 10 à 19
| Ligne | Caractéristiques | Caractéristiques                                         | Caractéristiques                                         | Caractéristiques                                         | Caractéristiques                                         | Caractéristiques                                         | Caractéristiques                                         | Caractéristiques                                         | Caractéristiques                                         |
| 10    | (Circulaire) Gare Centrale ⥋ via le tour du centre-ville | (Circulaire) Gare Centrale ⥋ via le tour du centre-ville | (Circulaire) Gare Centrale ⥋ via le tour du centre-ville | (Circulaire) Gare Centrale ⥋ via le tour du centre-ville | (Circulaire) Gare Centrale ⥋ via le tour du centre-ville | (Circulaire) Gare Centrale ⥋ via le tour du centre-ville | (Circulaire) Gare Centrale ⥋ via le tour du centre-ville | (Circulaire) Gare Centrale ⥋ via le tour du centre-ville | (Circulaire) Gare Centrale ⥋ via le tour du centre-ville |
| ----- | --- | -------------------------------------------------------- | -------------------------------------------------------- | -------------------------------------------------------- | -------------------------------------------------------- | -------------------------------------------------------- | -------------------------------------------------------- | -------------------------------------------------------- | -------------------------------------------------------- |
| 10    | Ouverture / Fermeture — / — | Longueur 9 km                                            | Durée 36 min                                             | Nb. d’arrêts 21                                          | Matériel ie bus 12                                       | Jours de fonctionnement L, Ma, Me, J, V, S               | Jour / Soir / Nuit / Fêtes O / N / N / N                 | Voy. / an —                                              | Unité de production Elsau                                |
| 10    | Desserte : - Villes et lieux desservis : Strasbourg (Place de la Gare, Centre commercial Place des Halles, Place du Faubourg de Pierre, Palais des Fêtes, Église Saint-Paul, Palais universitaire, Jardin botanique, Campus central, Gallia, Bains municipaux, Église Saint-Guillaume, Quai des Bateliers, Église Sainte-Madeleine, Place du Corbeau, place d'Austerlitz, Église Saint-Nicolas, Lycée Charles-Fey, Église Saint-Thomas, Caserne des pompiers du Finkwiller, Hôtel du département du Bas-Rhin, Faculté de médecine, Musée d'art moderne et contemporain, Caserne Ganeval, Église Sainte-Aurélie, Clinique Sainte-Barbe, Chapelle de la clinique Sainte-Barbe) - Stations et gares desservies : Gare de Strasbourg-Ville / Gare Centrale (A, C, D, G et H), Wilson (G et H), Gallia (C, E et F), Porte de l'Hôpital (A et D), Musée d'Art moderne (B) et Porte Blanche (F et G). |                                                          |                                                          |                                                          |                                                          |                                                          |                                                          |                                                          |                                                          |
| 10    | Autre : - Arrêts non accessibles aux UFR : Brant Université en sens anti-horaire et Gallia. - Amplitudes horaires : La ligne fonctionne du lundi au samedi de 5 h 30 à 21 h 30 environ. - Date de dernière mise à jour : 21 novembre 2023. |                                                          |                                                          |                                                          |                                                          |                                                          |                                                          |                                                          |                                                          |
| 10    | Dernière actualisation : — |                                                          |                                                          |                                                          |                                                          |                                                          |                                                          |                                                          |                                                          |
| 12    | Entzheim - Ouest ⥋ Lingolsheim - Alouettes | Entzheim - Ouest ⥋ Lingolsheim - Alouettes               | Entzheim - Ouest ⥋ Lingolsheim - Alouettes               | Entzheim - Ouest ⥋ Lingolsheim - Alouettes               | Entzheim - Ouest ⥋ Lingolsheim - Alouettes               | Entzheim - Ouest ⥋ Lingolsheim - Alouettes               | Entzheim - Ouest ⥋ Lingolsheim - Alouettes               | Entzheim - Ouest ⥋ Lingolsheim - Alouettes               | Entzheim - Ouest ⥋ Lingolsheim - Alouettes               |
| 12    | Ouverture / Fermeture — / — | Longueur 7 km                                            | Durée 15 min                                             | Nb. d’arrêts 16                                          | Matériel Lion's City 12 G                                | Jours de fonctionnement L, Ma, Me, J, V, S, D            | Jour / Soir / Nuit / Fêtes O / N / N / O                 | Voy. / an —                                              | Affrété Striebig (groupe Keolis)                         |
| 12    | Desserte : - Villes et lieux desservis : Entzheim (Église protestante, Mairie, Lac, Zone d'activités Aéroparc) et Lingolsheim (Synagogue, Église) - Stations desservies : Lingolsheim Alouettes (B). |                                                          |                                                          |                                                          |                                                          |                                                          |                                                          |                                                          |                                                          |
| 12    | Autre : - Arrêts non accessibles aux UFR : Cerisiers et Floralies. - Amplitudes horaires : La ligne fonctionne du lundi au samedi de 5 h 15 à 20 h 40 et les dimanches et fêtes de 9 h 45 à 19 h 40 environ. - Particularités : En soirée, la desserte d'Entzheim est assurée par un Taxibus. - Date de dernière mise à jour : 1er novembre 2022. |                                                          |                                                          |                                                          |                                                          |                                                          |                                                          |                                                          |                                                          |
| 12    | Dernière actualisation : — |                                                          |                                                          |                                                          |                                                          |                                                          |                                                          |                                                          |                                                          |
| 13    | Lingolsheim Gare ⥋ Illkirch - Fort Uhrich | Lingolsheim Gare ⥋ Illkirch - Fort Uhrich                | Lingolsheim Gare ⥋ Illkirch - Fort Uhrich                | Lingolsheim Gare ⥋ Illkirch - Fort Uhrich                | Lingolsheim Gare ⥋ Illkirch - Fort Uhrich                | Lingolsheim Gare ⥋ Illkirch - Fort Uhrich                | Lingolsheim Gare ⥋ Illkirch - Fort Uhrich                | Lingolsheim Gare ⥋ Illkirch - Fort Uhrich                | Lingolsheim Gare ⥋ Illkirch - Fort Uhrich                |
| 13    | Ouverture / Fermeture 1er septembre 2000 / — | Longueur 10 km                                           | Durée 35 min                                             | Nb. d’arrêts 26                                          | Matériel ie bus 12 GX 337 ELEC                           | Jours de fonctionnement L, Ma, Me, J, V, S, D            | Jour / Soir / Nuit / Fêtes O / O / N / O                 | Voy. / an —                                              | Unité de production Elsau                                |
| 13    | Desserte : - Villes et lieux desservis : Lingolsheim (Piscine Tournesol), Strasbourg (Église Sainte-Croix, Église du Sacré-Cœur), Ostwald (Chapelle Notre-Dame-Wihrel, Hôtel de ville, Temple protestant, Église Saint-Ostwald) et Illkirch-Graffenstaden (Zone industrielle de la Hardt, Centre nautique de la Hardt, Hôtel de ville, Église Saint-Symphorien, Centre culturel L'Illiade, Cimetière Central, Parc Malraux, Zone industrielle Alcatel, Fort Uhrich) - Stations et gares desservies : Gare de Lingolsheim, Gare de Strasbourg-Roethig à distance, à l'arrêt Sports, Elmerforst (B), Wihrel (B), Ostwald Hôtel de ville(B) , Cours de l'Illiade (A) à distance, à l'arrêt Illkirch Mairie et Parc Malraux (A). |                                                          |                                                          |                                                          |                                                          |                                                          |                                                          |                                                          |                                                          |
| 13    | Autre : - Arrêt non accessible aux UFR : Rue d'Eckbolsheim. - Amplitudes horaires : La ligne fonctionne du lundi au samedi de 4 h 30 à 0 h 15 et les dimanches et fêtes à partir de 5 h 45 environ. - Date de dernière mise à jour : 15 juillet 2024. |                                                          |                                                          |                                                          |                                                          |                                                          |                                                          |                                                          |                                                          |
| 13    | Dernière actualisation : — |                                                          |                                                          |                                                          |                                                          |                                                          |                                                          |                                                          |                                                          |
| 15    | République ⥋ Boecklin | République ⥋ Boecklin                                    | République ⥋ Boecklin                                    | République ⥋ Boecklin                                    | République ⥋ Boecklin                                    | République ⥋ Boecklin                                    | République ⥋ Boecklin                                    | République ⥋ Boecklin                                    | République ⥋ Boecklin                                    |
| 15    | Ouverture / Fermeture — / — | Longueur —                                               | Durée 20 min                                             | Nb. d’arrêts 19                                          | Matériel ie bus 12                                       | Jours de fonctionnement L, Ma, Me, J, V, S, D            | Jour / Soir / Nuit / Fêtes O / N / N / O                 | Voy. / an —                                              | Unité de production Elsau                                |
| 15    | Desserte : - Ville et lieux desservis : Strasbourg (Place de la République, Palais du Rhin, Opéra national du Rhin, Institut national des études territoriales, Musée Tomi Ungerer, Direction régionale des Douanes, Palais de la diète d'Alsace-Lorraine-Théâtre national, Bibliothèque nationale et universitaire, Préfecture administrative d'Alsace et du Bas-Rhin, Hôtel des Postes, Église Saint-Paul, Campus central, Jardin botanique, Palais universitaire, Lycée Sainte-Clotilde, Église Saint-Bernard, Place du Conseil des Quinze, Parc de l'Orangerie, Institut de mécanique des fluides, Église russe, Hôpital de la Robertsau, Parc de la Petite Orangerie, Église protestante de la Robertsau, Cimetière Saint-Louis, Kaysersguet - Stations desservies : République (B, C, E et F), Mélanie (E) et Boecklin (E).                                                              |                                                          |                                                          |                                                          |                                                          |                                                          |                                                          |                                                          |                                                          |
| 15    | Autre : - Arrêts non accessibles aux UFR : Golbery, Tauler vers République, Wagner vers Boecklin et Schott vers République. - Amplitudes horaires : La ligne fonctionne du lundi au samedi de 7 h 15 à 20 h 45 et les dimanches et fêtes de 14 h 30 à 18 h 20 environ. - Date de dernière mise à jour : 3 avril 2022. |                                                          |                                                          |                                                          |                                                          |                                                          |                                                          |                                                          |                                                          |
| 15    | Dernière actualisation : — |                                                          |                                                          |                                                          |                                                          |                                                          |                                                          |                                                          |                                                          |
| 17    | Mittelhausbergen - Mittelberg ⥋ Rotonde | Mittelhausbergen - Mittelberg ⥋ Rotonde                  | Mittelhausbergen - Mittelberg ⥋ Rotonde                  | Mittelhausbergen - Mittelberg ⥋ Rotonde                  | Mittelhausbergen - Mittelberg ⥋ Rotonde                  | Mittelhausbergen - Mittelberg ⥋ Rotonde                  | Mittelhausbergen - Mittelberg ⥋ Rotonde                  | Mittelhausbergen - Mittelberg ⥋ Rotonde                  | Mittelhausbergen - Mittelberg ⥋ Rotonde                  |
| 17    | Ouverture / Fermeture 1er septembre 2000 / — | Longueur 5 km                                            | Durée 15 min                                             | Nb. d’arrêts 15                                          | Matériel Citelis 12                                      | Jours de fonctionnement L, Ma, Me, J, V, S, D            | Jour / Soir / Nuit / Fêtes O / O / N / O                 | Voy. / an —                                              | Unité de production Cronenbourg                          |
| 17    | Desserte : - Villes et lieux desservis : Mittelhausbergen (Église Saint-Jacques Mairie), Oberhausbergen (Église protestante, Mairie) et Strasbourg (Brasseries Kronenbourg, Cimetière israélite) - Stations desservies : Saint-Florent (A et D) et Rotonde (A et D). |                                                          |                                                          |                                                          |                                                          |                                                          |                                                          |                                                          |                                                          |
| 17    | Autre : - Arrêts non accessibles aux UFR : Rodin et Oberhausbergen Église vers Mittelhausbergen et Bethel. - Amplitudes horaires : La ligne fonctionne du lundi au samedi de 5 h 15 à 0 h 20 et les dimanches et fêtes à partir de 6 h 5 environ. - Date de dernière mise à jour : 29 octobre 2024. |                                                          |                                                          |                                                          |                                                          |                                                          |                                                          |                                                          |                                                          |
| 17    | Dernière actualisation : — |                                                          |                                                          |                                                          |                                                          |                                                          |                                                          |                                                          |                                                          |
| 18    | (Circulaire) Rotonde ⥋ via Marché-Gare | (Circulaire) Rotonde ⥋ via Marché-Gare                   | (Circulaire) Rotonde ⥋ via Marché-Gare                   | (Circulaire) Rotonde ⥋ via Marché-Gare                   | (Circulaire) Rotonde ⥋ via Marché-Gare                   | (Circulaire) Rotonde ⥋ via Marché-Gare                   | (Circulaire) Rotonde ⥋ via Marché-Gare                   | (Circulaire) Rotonde ⥋ via Marché-Gare                   | (Circulaire) Rotonde ⥋ via Marché-Gare                   |
| 18    | Ouverture / Fermeture 3 avril 2023 / — | Longueur —                                               | Durée 13 min                                             | Nb. d’arrêts 6                                           | Matériel Urby                                            | Jours de fonctionnement L, Ma, Me, J, V, S               | Jour / Soir / Nuit / Fêtes O / N / N / N                 | Voy. / an —                                              | Affrété Antoni Voyages                                   |
| 18    | Desserte : - Ville et lieux desservis : Strasbourg (Cimetière ouest, IKEA, Marché-Gare de Strasbourg, Unité de production de Cronenbourg, Gare de Strasbourg-Cronenbourg) - Stations desservies : Rotonde (A et D), Hochfelden (G) et Gare aux Marchandises (G). |                                                          |                                                          |                                                          |                                                          |                                                          |                                                          |                                                          |                                                          |
| 18    | Autre : - Arrêt non accessible aux UFR : Aucun. - Amplitudes horaires : La ligne fonctionne du lundi au samedi de 6 h à 21 h 15 environ. - Date de dernière mise à jour : 4 novembre 2023. |                                                          |                                                          |                                                          |                                                          |                                                          |                                                          |                                                          |                                                          |
| 18    | Dernière actualisation : — |                                                          |                                                          |                                                          |                                                          |                                                          |                                                          |                                                          |                                                          |
| 19    | Rotonde ⥋ Arago | Rotonde ⥋ Arago                                          | Rotonde ⥋ Arago                                          | Rotonde ⥋ Arago                                          | Rotonde ⥋ Arago                                          | Rotonde ⥋ Arago                                          | Rotonde ⥋ Arago                                          | Rotonde ⥋ Arago                                          | Rotonde ⥋ Arago                                          |
| 19    | Ouverture / Fermeture 1er septembre 2000 / — | Longueur 3 km                                            | Durée 10 min                                             | Nb. d’arrêts 9                                           | Matériel Citelis 12 GX 337 ELEC                          | Jours de fonctionnement L, Ma, Me, J, V, S, D            | Jour / Soir / Nuit / Fêtes O / O / N / O                 | Voy. / an —                                              | Unité de production Cronenbourg                          |
| 19    | Desserte : - Ville et lieux desservis : Strasbourg (Cimetière ouest, Église Saint-Florent, Église Saint-Sauveur, Brasseries Kronenbourg, Église protestante de Cronenbourg-cité, Hôpital psychiatrique) - Stations desservies : Rotonde (A et D) et Arago (G). |                                                          |                                                          |                                                          |                                                          |                                                          |                                                          |                                                          |                                                          |
| 19    | Autre : - Arrêt non accessible aux UFR : Aucun. - Amplitudes horaires : La ligne fonctionne du lundi au samedi de 5 h 20 à 23 h 35 et les dimanches et fêtes à partir de 6 h 20 environ. - Particularités : La ligne 19 est jumelée avec la ligne 29 dont elle partage une partie de son trajet sur la route de Mittelhausbergen. - Date de dernière mise à jour : 29 octobre 2024. |                                                          |                                                          |                                                          |                                                          |                                                          |                                                          |                                                          |                                                          |
| 19    | Dernière actualisation : — |                                                          |                                                          |                                                          |                                                          |                                                          |                                                          |                                                          |                                                          |

### Lignes 20 à 29
| Ligne | Caractéristiques | Caractéristiques                            | Caractéristiques                            | Caractéristiques                            | Caractéristiques                            | Caractéristiques                              | Caractéristiques                            | Caractéristiques                            | Caractéristiques                            |
| 22    | Holtzheim - Ouest ⥋ Lingolsheim - Alouettes | Holtzheim - Ouest ⥋ Lingolsheim - Alouettes | Holtzheim - Ouest ⥋ Lingolsheim - Alouettes | Holtzheim - Ouest ⥋ Lingolsheim - Alouettes | Holtzheim - Ouest ⥋ Lingolsheim - Alouettes | Holtzheim - Ouest ⥋ Lingolsheim - Alouettes   | Holtzheim - Ouest ⥋ Lingolsheim - Alouettes | Holtzheim - Ouest ⥋ Lingolsheim - Alouettes | Holtzheim - Ouest ⥋ Lingolsheim - Alouettes |
| ----- | --- | ------------------------------------------- | ------------------------------------------- | ------------------------------------------- | ------------------------------------------- | --------------------------------------------- | ------------------------------------------- | ------------------------------------------- | ------------------------------------------- |
| 22    | Ouverture / Fermeture 30 juin 2008 / — | Longueur 5 km                               | Durée 13 min                                | Nb. d’arrêts 12                             | Matériel Lion's City 12 G                   | Jours de fonctionnement L, Ma, Me, J, V, S, D | Jour / Soir / Nuit / Fêtes O / N / N / O    | Voy. / an —                                 | Affrété Striebig (groupe Keolis)            |
| 22    | Desserte : - Villes et lieux desservis : Holtzheim (Église Saint-Laurent, Cimetière, Mairie) et Lingolsheim (Synagogue, Église) - Station desservie : Lingolsheim Alouettes (B). |                                             |                                             |                                             |                                             |                                               |                                             |                                             |                                             |
| 22    | Autre : - Arrêt non accessible aux UFR : Aucun. - Amplitudes horaires : La ligne fonctionne du lundi au samedi de 5 h 15 à 20 h et les dimanches et fêtes de 10 h à 20 h 20 environ. - Particularités : - en soirée, la desserte de Holtzheim est assurée par un Taxibus ; - le samedi, les arrêts Holtzheim Centre et Holtzheim Église ne sont pas desservis avant 13 h pour cause de marché, ils sont reportés à un arrêt provisoire nommé Holtzheim Centre - Jours de marché. - Date de dernière mise à jour : 1er novembre 2022. |                                             |                                             |                                             |                                             |                                               |                                             |                                             |                                             |
| 22    | Dernière actualisation : — |                                             |                                             |                                             |                                             |                                               |                                             |                                             |                                             |
| 29    | Comtes ⥋ Schiltigheim - Campus | Comtes ⥋ Schiltigheim - Campus              | Comtes ⥋ Schiltigheim - Campus              | Comtes ⥋ Schiltigheim - Campus              | Comtes ⥋ Schiltigheim - Campus              | Comtes ⥋ Schiltigheim - Campus                | Comtes ⥋ Schiltigheim - Campus              | Comtes ⥋ Schiltigheim - Campus              | Comtes ⥋ Schiltigheim - Campus              |
| 29    | Ouverture / Fermeture 30 novembre 2013 / — | Longueur 4 km                               | Durée 15 min                                | Nb. d’arrêts 14                             | Matériel ie bus 12                          | Jours de fonctionnement L, Ma, Me, J, V, S    | Jour / Soir / Nuit / Fêtes O / N / N / N    | Voy. / an —                                 | Unité de production Elsau                   |
| 29    | Desserte : - Villes et lieux desservis : Strasbourg (Église Saint-Paul, Église Saint-Joseph, Église Saint-Sauveur, Brasseries Kronenbourg), Oberhausbergen (Lycée Charles-de-Foucauld) et Schiltigheim (IUT Louis-Pasteur, Campus de Cronenbourg) - Stations desservies : Comtes (F ; mise en service le 29 août 2020) et Ducs d'Alsace (A et D). |                                             |                                             |                                             |                                             |                                               |                                             |                                             |                                             |
| 29    | Autre : - Arrêts non accessibles aux UFR : Athènes, Madrid et Schiltigheim - Campus. - Amplitudes horaires : La ligne fonctionne du lundi au samedi de 5 h 50 à 20 h 50 environ. - Particularités : La ligne 29 est jumelée avec la ligne 19 dont elle partage une partie de son trajet sur la route de Mittelhausbergen. - Date de dernière mise à jour : 29 octobre 2024. |                                             |                                             |                                             |                                             |                                               |                                             |                                             |                                             |
| 29    | Dernière actualisation : — |                                             |                                             |                                             |                                             |                                               |                                             |                                             |                                             |

### Lignes 30 à 39
| Ligne | Caractéristiques | Caractéristiques                                                                         | Caractéristiques                                                                         | Caractéristiques                                                                         | Caractéristiques                                                                         | Caractéristiques                                                                         | Caractéristiques                                                                         | Caractéristiques                                                                         | Caractéristiques                                                                         |
| 30    | Ampère ⥋ Robertsau - Sainte-Anne (Robertsau - Chasseurs à certains services, en journée) | Ampère ⥋ Robertsau - Sainte-Anne (Robertsau - Chasseurs à certains services, en journée) | Ampère ⥋ Robertsau - Sainte-Anne (Robertsau - Chasseurs à certains services, en journée) | Ampère ⥋ Robertsau - Sainte-Anne (Robertsau - Chasseurs à certains services, en journée) | Ampère ⥋ Robertsau - Sainte-Anne (Robertsau - Chasseurs à certains services, en journée) | Ampère ⥋ Robertsau - Sainte-Anne (Robertsau - Chasseurs à certains services, en journée) | Ampère ⥋ Robertsau - Sainte-Anne (Robertsau - Chasseurs à certains services, en journée) | Ampère ⥋ Robertsau - Sainte-Anne (Robertsau - Chasseurs à certains services, en journée) | Ampère ⥋ Robertsau - Sainte-Anne (Robertsau - Chasseurs à certains services, en journée) |
| ----- | --- | ---------------------------------------------------------------------------------------- | ---------------------------------------------------------------------------------------- | ---------------------------------------------------------------------------------------- | ---------------------------------------------------------------------------------------- | ---------------------------------------------------------------------------------------- | ---------------------------------------------------------------------------------------- | ---------------------------------------------------------------------------------------- | ---------------------------------------------------------------------------------------- |
| 30    | Ouverture / Fermeture — / — | Longueur 10 km                                                                           | Durée 38 (40) min                                                                        | Nb. d’arrêts 26 (29)                                                                     | Matériel GX 327 GNC                                                                      | Jours de fonctionnement L, Ma, Me, J, V, S, D                                            | Jour / Soir / Nuit / Fêtes O / O / N / O                                                 | Voy. / an —                                                                              | Unité de production Kibitzenau                                                           |
| 30    | Desserte : - Ville et lieux desservis : Strasbourg (Stade du Bruckhof, Archives départementales du Bas-Rhin, Le Vaisseau, Parc de la Citadelle, Synagogue, Faculté de droit, sciences politiques et gestion, Église du Christ Ressuscité, Cité administrative de Strasbourg, Manufacture des tabacs, Église Sainte-Madeleine, Quai des Bateliers, Église Saint-Guillaume, Bains municipaux, Gallia, Campus central, Jardin botanique, Palais universitaire, Église Saint-Paul, Parc de l'Orangerie, Clinique de l'Orangerie, Institutions européennes, Palais de l'Europe, Kaysersguet, Oblats de Marie-Immaculée, Cité universitaire, Cimetière Nord, Clinique Sainte-Anne) - Stations desservies : Aristide Briand (D), Danube Le Vaisseau (G), Gallia (C, E et F), Droits de l'Homme (E) et Boecklin (E). |                                                                                          |                                                                                          |                                                                                          |                                                                                          |                                                                                          |                                                                                          |                                                                                          |                                                                                          |
| 30    | Autre : - Arrêt non accessible aux UFR : Robertsau Chasseurs (terminus et emplacement de départ). - Amplitudes horaires : La ligne fonctionne du lundi au samedi de 4 h 55 à 23 h 55 et les dimanches et fêtes à partir de 6 h 5 environ. - Particularités : - en journée, la ligne est prolongée à raison d'un à deux bus par heure à Robertsau - Chasseurs ; - en soirée après 21 h, deux services sur cinq assurent le trajet entre Ampère et Aristide Briand ; - le samedi soir, la desserte de Robertsau Chasseurs est assurée par un Taxibus. - Date de dernière mise à jour : 21 novembre 2023. |                                                                                          |                                                                                          |                                                                                          |                                                                                          |                                                                                          |                                                                                          |                                                                                          |                                                                                          |
| 30    | Dernière actualisation : — |                                                                                          |                                                                                          |                                                                                          |                                                                                          |                                                                                          |                                                                                          |                                                                                          |                                                                                          |
| 31    | Ampère ⥋ Baggeersee | Ampère ⥋ Baggeersee                                                                      | Ampère ⥋ Baggeersee                                                                      | Ampère ⥋ Baggeersee                                                                      | Ampère ⥋ Baggeersee                                                                      | Ampère ⥋ Baggeersee                                                                      | Ampère ⥋ Baggeersee                                                                      | Ampère ⥋ Baggeersee                                                                      | Ampère ⥋ Baggeersee                                                                      |
| 31    | Ouverture / Fermeture 5 novembre 2007 / — | Longueur —                                                                               | Durée 35 min                                                                             | Nb. d’arrêts 23                                                                          | Matériel Lion's City 12 G                                                                | Jours de fonctionnement L, Ma, Me, J, V, S                                               | Jour / Soir / Nuit / Fêtes O / N / N / N                                                 | Voy. / an —                                                                              | Affrété Striebig (groupe Keolis)                                                         |
| 31    | Desserte : - Ville et lieux desservis : Strasbourg (Parc du Kurgarten, Unité de production Kibitzenau, Quartier Lizé, Parc Schulmeister, Église Saint-Vincent-de-Paul, Église protestante de la Meinau, Zone d'activités du Bartischgut-Plaine des Bouchers) et Illkirch-Graffenstaden (Centre commercial du Baggersee) - Stations desservies : Aristide Briand (D), Jean Jaurès (C et D), Kibitzenau (C) et Baggersee (A et E). |                                                                                          |                                                                                          |                                                                                          |                                                                                          |                                                                                          |                                                                                          |                                                                                          |                                                                                          |
| 31    | Autre : - Arrêt non accessible aux UFR : Aucun. - Amplitudes horaires : La ligne fonctionne du lundi au samedi de 4 h 55 à 21 h 30 environ. - Date de dernière mise à jour : 27 août 2023. |                                                                                          |                                                                                          |                                                                                          |                                                                                          |                                                                                          |                                                                                          |                                                                                          |                                                                                          |
| 31    | Dernière actualisation : — |                                                                                          |                                                                                          |                                                                                          |                                                                                          |                                                                                          |                                                                                          |                                                                                          |                                                                                          |

### Lignes 40 à 49
| Ligne | Caractéristiques | Caractéristiques                                                 | Caractéristiques                                                 | Caractéristiques                                                 | Caractéristiques                                                 | Caractéristiques                                                 | Caractéristiques                                                 | Caractéristiques                                                 | Caractéristiques                                                 |
| 40    | Unterelsau (Neuhof - Rodolphe Reuss en soirée) ⥋ Neuhof - Ganzau | Unterelsau (Neuhof - Rodolphe Reuss en soirée) ⥋ Neuhof - Ganzau | Unterelsau (Neuhof - Rodolphe Reuss en soirée) ⥋ Neuhof - Ganzau | Unterelsau (Neuhof - Rodolphe Reuss en soirée) ⥋ Neuhof - Ganzau | Unterelsau (Neuhof - Rodolphe Reuss en soirée) ⥋ Neuhof - Ganzau | Unterelsau (Neuhof - Rodolphe Reuss en soirée) ⥋ Neuhof - Ganzau | Unterelsau (Neuhof - Rodolphe Reuss en soirée) ⥋ Neuhof - Ganzau | Unterelsau (Neuhof - Rodolphe Reuss en soirée) ⥋ Neuhof - Ganzau | Unterelsau (Neuhof - Rodolphe Reuss en soirée) ⥋ Neuhof - Ganzau |
| ----- | --- | ---------------------------------------------------------------- | ---------------------------------------------------------------- | ---------------------------------------------------------------- | ---------------------------------------------------------------- | ---------------------------------------------------------------- | ---------------------------------------------------------------- | ---------------------------------------------------------------- | ---------------------------------------------------------------- |
| 40    | Ouverture / Fermeture — / — | Longueur 10 km                                                   | Durée 33 (5) min                                                 | Nb. d’arrêts 26 (7)                                              | Matériel GX 337 ELEC                                             | Jours de fonctionnement L, Ma, Me, J, V, S, D                    | Jour / Soir / Nuit / Fêtes O / O / N / O                         | Voy. / an —                                                      | Unité de production Elsau                                        |
| 40    | Desserte : - Ville et lieux desservis : Strasbourg (Maison d'arrêt, Église Antoine Chevrier, Centre de neuropsychiatrie infantile, Unité de production Elsau, Zone d'activités de la Plaine des Bouchers, Lycée Couffignal, Église protestante de la Meinau, Église Saint-Vincent-de-Paul, Centre sportif Muller, Stade de la Canardière, Cimetière Sud, Institution catholique des Sourds-Muets, Stade de la Ganzau) - Stations desservies : Martin Schongauer (B), Elsau (B), Lycée Couffignal (A et E) et Neuhof Rodolphe Reuss (C). |                                                                  |                                                                  |                                                                  |                                                                  |                                                                  |                                                                  |                                                                  |                                                                  |
| 40    | Autre : - Arrêt non accessible aux UFR : Aucun. - Amplitudes horaires : La ligne fonctionne du lundi au samedi de 5 h 5 à 0 h 5 et les dimanches et fêtes de 7 h 5 à 0 h 5 environ. - Particularités : En soirée après 21 h, la ligne est limitée au trajet entre Rodolphe Reuss et Ganzau. - Date de dernière mise à jour : 29 octobre 2024. |                                                                  |                                                                  |                                                                  |                                                                  |                                                                  |                                                                  |                                                                  |                                                                  |
| 40    | Dernière actualisation : — |                                                                  |                                                                  |                                                                  |                                                                  |                                                                  |                                                                  |                                                                  |                                                                  |
| 41    | Achenheim - Ouest ⥋ Poteries | Achenheim - Ouest ⥋ Poteries                                     | Achenheim - Ouest ⥋ Poteries                                     | Achenheim - Ouest ⥋ Poteries                                     | Achenheim - Ouest ⥋ Poteries                                     | Achenheim - Ouest ⥋ Poteries                                     | Achenheim - Ouest ⥋ Poteries                                     | Achenheim - Ouest ⥋ Poteries                                     | Achenheim - Ouest ⥋ Poteries                                     |
| 41    | Ouverture / Fermeture 27 août 2018 / — | Longueur —                                                       | Durée 20 min                                                     | Nb. d’arrêts 15                                                  | Matériel Lion's City 12 G                                        | Jours de fonctionnement L, Ma, Me, J, V, S                       | Jour / Soir / Nuit / Fêtes O / N / N / N                         | Voy. / an —                                                      | Affrété Striebig (groupe Keolis)                                 |
| 41    | Desserte : - Villes et lieux desservis : Achenheim (Centre-ville), Oberschaeffolsheim (Stade, Mairie, Église), Wolfisheim (Église catholique), Eckbolsheim (Cimetière intercommunal, centre-ville, Parc d'activités), Strasbourg (Parc des Poteries, Lycée Marcel-Rudloff) - Stations desservies : Poteries (D). |                                                                  |                                                                  |                                                                  |                                                                  |                                                                  |                                                                  |                                                                  |                                                                  |
| 41    | Autre : - Arrêts non accessibles aux UFR : Soleil, Oberschaeffolsheim - Mairie et Route de Wolfisheim vers Achenheim. - Amplitudes horaires : La ligne fonctionne du lundi au samedi de 5 h 30 à 20 h 50 environ. - Date de dernière mise à jour : 1er juillet 2023. |                                                                  |                                                                  |                                                                  |                                                                  |                                                                  |                                                                  |                                                                  |                                                                  |
| 41    | Dernière actualisation : — |                                                                  |                                                                  |                                                                  |                                                                  |                                                                  |                                                                  |                                                                  |                                                                  |
| 42    | Entzheim - Ouest ⥋ Entzheim Gare | Entzheim - Ouest ⥋ Entzheim Gare                                 | Entzheim - Ouest ⥋ Entzheim Gare                                 | Entzheim - Ouest ⥋ Entzheim Gare                                 | Entzheim - Ouest ⥋ Entzheim Gare                                 | Entzheim - Ouest ⥋ Entzheim Gare                                 | Entzheim - Ouest ⥋ Entzheim Gare                                 | Entzheim - Ouest ⥋ Entzheim Gare                                 | Entzheim - Ouest ⥋ Entzheim Gare                                 |
| 42    | Ouverture / Fermeture 27 août 2018 / — | Longueur 6,65 km                                                 | Durée 13 (15) min                                                | Nb. d’arrêts 9 (10)                                              | Matériel e-Jest                                                  | Jours de fonctionnement L, Ma, Me, J, V                          | Jour / Soir / Nuit / Fêtes O / N / N / N                         | Voy. / an —                                                      | Affrété Striebig (groupe Keolis)                                 |
| 42    | Desserte : - Ville et lieux desservis : Entzheim (Église protestante, Mairie, Lac, Zone d'activités Aéroparc, Aéroport de Strasbourg-Entzheim) - Gares desservies : Gare d'Entzheim-Aéroport. |                                                                  |                                                                  |                                                                  |                                                                  |                                                                  |                                                                  |                                                                  |                                                                  |
| 42    | Autre : - Arrêts non accessibles aux UFR : Cerisiers, Floralies et Icare. - Amplitudes horaires : La ligne fonctionne du lundi au vendredi de 7 h 5 à 19 h 25 environ. - Particularités : - L'arrêt Icare n'est desservi le matin qu'en direction d'Entzheim Ouest et l'après-midi en direction de la gare uniquement ; - En soirée, la desserte d'Entzheim est assurée par un Taxibus. - Date de dernière mise à jour : 1er novembre 2022.                                                                                             |                                                                  |                                                                  |                                                                  |                                                                  |                                                                  |                                                                  |                                                                  |                                                                  |
| 42    | Dernière actualisation : — |                                                                  |                                                                  |                                                                  |                                                                  |                                                                  |                                                                  |                                                                  |                                                                  |
| 43    | Holtzheim - Ouest ⥋ Entzheim Gare | Holtzheim - Ouest ⥋ Entzheim Gare                                | Holtzheim - Ouest ⥋ Entzheim Gare                                | Holtzheim - Ouest ⥋ Entzheim Gare                                | Holtzheim - Ouest ⥋ Entzheim Gare                                | Holtzheim - Ouest ⥋ Entzheim Gare                                | Holtzheim - Ouest ⥋ Entzheim Gare                                | Holtzheim - Ouest ⥋ Entzheim Gare                                | Holtzheim - Ouest ⥋ Entzheim Gare                                |
| 43    | Ouverture / Fermeture 27 août 2018 / — | Longueur —                                                       | Durée 12 (13) min                                                | Nb. d’arrêts 7 (8)                                               | Matériel e-Jest                                                  | Jours de fonctionnement L, Ma, Me, J, V                          | Jour / Soir / Nuit / Fêtes O / N / N / N                         | Voy. / an —                                                      | Affrété Striebig (groupe Keolis)                                 |
| 43    | Desserte : - Ville et lieux desservis : Holtzheim (Église Saint-Laurent, Cimetière, Mairie, Zone d'activités) et Entzheim (Aéroport de Strasbourg-Entzheim) - Gares desservies : Gare d'Entzheim-Aéroport. |                                                                  |                                                                  |                                                                  |                                                                  |                                                                  |                                                                  |                                                                  |                                                                  |
| 43    | Autre : - Arrêt non accessible aux UFR : Holtzheim ZA. - Amplitudes horaires : La ligne fonctionne du lundi au vendredi de 6 h à 19 h 20 environ. - Particularités : - L'arrêt Holtzheim ZA n'est desservi le matin qu'en direction d'Holtzheim Ouest et l'après-midi en direction de la gare uniquement ; - En soirée, la desserte d'Holtzheim est assurée par un Taxibus. - Date de dernière mise à jour : 1er novembre 2022. |                                                                  |                                                                  |                                                                  |                                                                  |                                                                  |                                                                  |                                                                  |                                                                  |
| 43    | Dernière actualisation : — |                                                                  |                                                                  |                                                                  |                                                                  |                                                                  |                                                                  |                                                                  |                                                                  |
| 44    | Kolbsheim - Mairie ⥋ Entzheim Gare | Kolbsheim - Mairie ⥋ Entzheim Gare                               | Kolbsheim - Mairie ⥋ Entzheim Gare                               | Kolbsheim - Mairie ⥋ Entzheim Gare                               | Kolbsheim - Mairie ⥋ Entzheim Gare                               | Kolbsheim - Mairie ⥋ Entzheim Gare                               | Kolbsheim - Mairie ⥋ Entzheim Gare                               | Kolbsheim - Mairie ⥋ Entzheim Gare                               | Kolbsheim - Mairie ⥋ Entzheim Gare                               |
| 44    | Ouverture / Fermeture 27 août 2018 / — | Longueur —                                                       | Durée 12 min                                                     | Nb. d’arrêts 5                                                   | Matériel e-Jest                                                  | Jours de fonctionnement L, Ma, Me, J, V                          | Jour / Soir / Nuit / Fêtes O / N / N / N                         | Voy. / an —                                                      | Affrété Striebig (groupe Keolis)                                 |
| 44    | Desserte : - Ville et lieux desservis : Kolbsheim (Mairie), Hangenbieten (Mairie) et Entzheim (Aéroport de Strasbourg-Entzheim) - Stations et gares desservies : Gare d'Entzheim-Aéroport. |                                                                  |                                                                  |                                                                  |                                                                  |                                                                  |                                                                  |                                                                  |                                                                  |
| 44    | Autre : - Arrêt non accessible aux UFR : Route de Hangenbieten, Hangenbieten Mairie et Colverts. - Amplitudes horaires : La ligne fonctionne du lundi au vendredi de 7 h 5 à 19 h 20 environ. - Particularités : En soirée, la desserte de Kolbsheim et d'Hangenbieten est assurée par un Taxibus. - Date de dernière mise à jour : 1er novembre 2022. |                                                                  |                                                                  |                                                                  |                                                                  |                                                                  |                                                                  |                                                                  |                                                                  |
| 44    | Dernière actualisation : — |                                                                  |                                                                  |                                                                  |                                                                  |                                                                  |                                                                  |                                                                  |                                                                  |
| 45    | Lingolsheim - Alouettes ⥋ Poteries | Lingolsheim - Alouettes ⥋ Poteries                               | Lingolsheim - Alouettes ⥋ Poteries                               | Lingolsheim - Alouettes ⥋ Poteries                               | Lingolsheim - Alouettes ⥋ Poteries                               | Lingolsheim - Alouettes ⥋ Poteries                               | Lingolsheim - Alouettes ⥋ Poteries                               | Lingolsheim - Alouettes ⥋ Poteries                               | Lingolsheim - Alouettes ⥋ Poteries                               |
| 45    | Ouverture / Fermeture 16 décembre 2019 / — | Longueur —                                                       | Durée 25 min                                                     | Nb. d’arrêts 17                                                  | Matériel Sprinter City 45 e-Jest                                 | Jours de fonctionnement L, Ma, Me, J, V, S                       | Jour / Soir / Nuit / Fêtes O / N / N / N                         | Voy. / an —                                                      | Affrété Striebig (groupe Keolis)                                 |
| 45    | Desserte : - Ville et lieux desservis : Eckbolsheim, Lingolsheim, Strasbourg - Stations et gares desservies : Lingolsheim Alouettes (B), Lingolsheim Tiergaertel (B), Gare de Strasbourg-Roethig et "Poteries" (D) |                                                                  |                                                                  |                                                                  |                                                                  |                                                                  |                                                                  |                                                                  |                                                                  |
| 45    | Autre : - Arrêt non accessible aux UFR : Aucun. - Amplitudes horaires : La ligne fonctionne du lundi au samedi de 6 h 45 à 19 h 45 environ. - Date de dernière mise à jour : 29 octobre 2024. |                                                                  |                                                                  |                                                                  |                                                                  |                                                                  |                                                                  |                                                                  |                                                                  |
| 45    | Dernière actualisation : — |                                                                  |                                                                  |                                                                  |                                                                  |                                                                  |                                                                  |                                                                  |                                                                  |

### Lignes 50 à 59
| Ligne | Caractéristiques | Caractéristiques                                                                                           | Caractéristiques                                                                                           | Caractéristiques                                                                                           | Caractéristiques                                                                                           | Caractéristiques                                                                                           | Caractéristiques                                                                                           | Caractéristiques                                                                                           | Caractéristiques                                                                                           |
| 50    | Montagne Verte ⥋ Schiltigheim - Le Marais (/ Wacken un bus sur deux les dimanches et fêtes) | Montagne Verte ⥋ Schiltigheim - Le Marais (/ Wacken un bus sur deux les dimanches et fêtes)                | Montagne Verte ⥋ Schiltigheim - Le Marais (/ Wacken un bus sur deux les dimanches et fêtes)                | Montagne Verte ⥋ Schiltigheim - Le Marais (/ Wacken un bus sur deux les dimanches et fêtes)                | Montagne Verte ⥋ Schiltigheim - Le Marais (/ Wacken un bus sur deux les dimanches et fêtes)                | Montagne Verte ⥋ Schiltigheim - Le Marais (/ Wacken un bus sur deux les dimanches et fêtes)                | Montagne Verte ⥋ Schiltigheim - Le Marais (/ Wacken un bus sur deux les dimanches et fêtes)                | Montagne Verte ⥋ Schiltigheim - Le Marais (/ Wacken un bus sur deux les dimanches et fêtes)                | Montagne Verte ⥋ Schiltigheim - Le Marais (/ Wacken un bus sur deux les dimanches et fêtes)                |
| ----- | --- | --- | --- | --- | --- | --- | --- | --- | --- |
| 50    | Ouverture / Fermeture — / — | Longueur —                                                                                                 | Durée 45 min                                                                                               | Nb. d’arrêts 30                                                                                            | Matériel GX 327 GNC                                                                                        | Jours de fonctionnement L, Ma, Me, J, V, S, D                                                              | Jour / Soir / Nuit / Fêtes O / N / N / O                                                                   | Voy. / an —                                                                                                | Unité de production Elsau                                                                                  |
| 50    | Desserte : - Villes et lieux desservis : Strasbourg (Parc Eugène-Imbs, Cimetière Saint-Gall, Église Saint-Paul, Église Saint-Joseph, Zone d'activités du Chemin du cuivre, Parc d'activités des Forges, Hôpital de Hautepierre, Église Saint-Antoine, Église du Bon Pasteur, Parc de la Bergerie) et Schiltigheim (Jardin de la Résistance, Lycée Émile Mathis) - Stations et gares desservies : Montagne Verte (B), Parc des Romains (F), Comtes (F), Dante (A et D), Lavoisier (G), Rieth (G), Gare de Bischheim à distance, à l'arrêt Lauterbourg et Le Marais (B). | | | | | | | | |
| 50    | Autre : - Arrêts non accessibles aux UFR : Abbé Lemire, Cuivre et Rue de la Gare. - Amplitudes horaires : La ligne fonctionne du lundi au samedi de 6 h à 21 h 45 et les dimanches et fêtes de 9 h 35 à 20 h 35 environ. - Particularités : - Les dimanches et fêtes, un bus sur deux va au Wacken par le trajet de la ligne 60 ; - Un renfort scolaire est assuré par Antoni Voyages à l'aide d'un autobus S 415 NF. - Date de dernière mise à jour : 29 octobre 2024. | | | | | | | | |
| 50    | Dernière actualisation : — | | | | | | | | |
| 57    | Baggersee ⥋ Geispolsheim - Ouest (Blaesheim - Ouest un à deux allers-retours par heure du lundi au samedi) | Baggersee ⥋ Geispolsheim - Ouest (Blaesheim - Ouest un à deux allers-retours par heure du lundi au samedi) | Baggersee ⥋ Geispolsheim - Ouest (Blaesheim - Ouest un à deux allers-retours par heure du lundi au samedi) | Baggersee ⥋ Geispolsheim - Ouest (Blaesheim - Ouest un à deux allers-retours par heure du lundi au samedi) | Baggersee ⥋ Geispolsheim - Ouest (Blaesheim - Ouest un à deux allers-retours par heure du lundi au samedi) | Baggersee ⥋ Geispolsheim - Ouest (Blaesheim - Ouest un à deux allers-retours par heure du lundi au samedi) | Baggersee ⥋ Geispolsheim - Ouest (Blaesheim - Ouest un à deux allers-retours par heure du lundi au samedi) | Baggersee ⥋ Geispolsheim - Ouest (Blaesheim - Ouest un à deux allers-retours par heure du lundi au samedi) | Baggersee ⥋ Geispolsheim - Ouest (Blaesheim - Ouest un à deux allers-retours par heure du lundi au samedi) |
| 57    | Ouverture / Fermeture 23 avril 2016 / — | Longueur —                                                                                                 | Durée 27 (33) min                                                                                          | Nb. d’arrêts 18 (23)                                                                                       | Matériel Citaro Crossway LE                                                                                | Jours de fonctionnement L, Ma, Me, J, V, S, D                                                              | Jour / Soir / Nuit / Fêtes O / N / N / O                                                                   | Voy. / an —                                                                                                | Affrété Striebig (groupe Keolis)                                                                           |
| 57    | Desserte : - Villes et lieux desservis : Illkirch-Graffenstaden (Centre commercial du Baggersee, Église Notre-Dame-de-la-Paix, Centre de chirurgie orthopédique et de la main, Église Protestante, Hôtel de ville, Église Saint-Symphorien, Centre culturel L'Illiade, Zone industrielle de la Hardt, Centre nautique de la Hardt), Ostwald (Zone commerciale La Vigie), Geispolsheim (Zone d'activités Forlen, Zone artisanale de la Gironde, Centre sportif, Mairie, Église Sainte-Marguerite, Cimetière) et Blaesheim (Mairie, Église protestante) - Stations et gares desservies : Baggersee (A et E), Colonne (A et E), Cours de l'Illiade (A) à distance, à l'arrêt Illkirch Mairie, Gare de Graffenstaden et Gare de Geispolsheim. | | | | | | | | |
| 57    | Autre : - Arrêts non accessibles aux UFR : Vieux Moulin, Séné et Collège La Fontaine. - Amplitudes horaires : La ligne fonctionne du lundi au vendredi de 5 h 15 à 20 h 10, le samedi jusqu'à 20 h 15 et les dimanches et fêtes de 9 h 50 à 19 h 40 environ. - Particularités : - à raison d'un à deux bus par heure du lundi au samedi, un toutes les deux heures les dimanches et jours fériés, la ligne est prolongée à Blaesheim ; - en soirée, la desserte de Geispolsheim et Blaesheim est assurée par un Taxibus ; - La ligne 57 est jumelée avec la ligne 67 dont elle partage une partie de son trajet, de Baggersee à Illkirch Mairie. - Date de dernière mise à jour : 28 août 2023.                                           | | | | | | | | |
| 57    | Dernière actualisation : — | | | | | | | | |

### Lignes 60 à 69
| Ligne | Caractéristiques | Caractéristiques | Caractéristiques | Caractéristiques | Caractéristiques | Caractéristiques | Caractéristiques | Caractéristiques | Caractéristiques |
| 60    | Mundolsheim - Découvertes ⥋ Wacken | Mundolsheim - Découvertes ⥋ Wacken | Mundolsheim - Découvertes ⥋ Wacken | Mundolsheim - Découvertes ⥋ Wacken | Mundolsheim - Découvertes ⥋ Wacken | Mundolsheim - Découvertes ⥋ Wacken | Mundolsheim - Découvertes ⥋ Wacken | Mundolsheim - Découvertes ⥋ Wacken | Mundolsheim - Découvertes ⥋ Wacken |
| ----- | --- | --- | --- | --- | --- | --- | --- | --- | --- |
| 60    | Ouverture / Fermeture 27 août 2018 / — | Longueur — | Durée 25 min | Nb. d’arrêts 24 | Matériel Crossway LE Line NP | Jours de fonctionnement L, Ma, Me, J, V, S                                                                                                  | Jour / Soir / Nuit / Fêtes O / N / N / N | Voy. / an — | Affrété Antoni Voyages |
| 60    | Desserte : - Villes et lieux desservis : Mundolsheim (Zone d'activité des Découvertes, Mairie, Stade, Zone d'activités des Maréchaux), Hoenheim (Gare de triage de Hausbergen), Bischheim (Église Saint-Michel), Schiltigheim (Mairie, Église Protestante, Lycée Aristide Briand, Centre médico-chirurgical et obstétrical, Ancienne grande brasserie de la Patrie, Église Notre-Dame-de-l'Immaculée-Conception, Cimetière, Église de la Sainte-Famille) et Strasbourg (Maison de la Région, Parc des expositions, Rhénus Sport) - Stations et gares desservies : Espace européen de l'Entreprise (G), Gare de Bischheim à distance, à l'arrêt Lauterbourg, Rives de l'Aar (B), Wacken (B, E et H). | | | | | | | | |
| 60    | Autre : - Arrêt non accessible aux UFR : Rue de la Gare. - Amplitudes horaires : La ligne fonctionne du lundi au samedi de 6 h 20 à 21 h 40 environ. - Particularités : - Le samedi soir, la desserte d'une partie des arrêts située à Schiltigheim est assurée par un Taxibus ; - Les dimanches et fêtes, la desserte du Wacken est reprise par la ligne 50. - Date de dernière mise à jour : 1er novembre 2022. | | | | | | | | |
| 60    | Dernière actualisation : — | | | | | | | | |
| 62    | Geispolsheim Gare ⥋ Lipsheim - Centre (Graffenstaden - Digue à certains services) | Geispolsheim Gare ⥋ Lipsheim - Centre (Graffenstaden - Digue à certains services)                                                           | Geispolsheim Gare ⥋ Lipsheim - Centre (Graffenstaden - Digue à certains services)                                                           | Geispolsheim Gare ⥋ Lipsheim - Centre (Graffenstaden - Digue à certains services)                                                           | Geispolsheim Gare ⥋ Lipsheim - Centre (Graffenstaden - Digue à certains services)                                                           | Geispolsheim Gare ⥋ Lipsheim - Centre (Graffenstaden - Digue à certains services)                                                           | Geispolsheim Gare ⥋ Lipsheim - Centre (Graffenstaden - Digue à certains services)                                                           | Geispolsheim Gare ⥋ Lipsheim - Centre (Graffenstaden - Digue à certains services)                                                           | Geispolsheim Gare ⥋ Lipsheim - Centre (Graffenstaden - Digue à certains services)                                                           |
| 62    | Ouverture / Fermeture — / — | Longueur 12 km | Durée 30 (15) min | Nb. d’arrêts 20 (12) | Matériel Lion's City 12 G | Jours de fonctionnement L, Ma, Me, J, V, S                                                                                                  | Jour / Soir / Nuit / Fêtes O / N / N / N | Voy. / an — | Affrété Striebig (groupe Keolis) |
| 62    | Desserte : - Villes et lieux desservis : Geispolsheim (Centre commercial, Fort Lefèbvre), Ostwald (Zone commerciale La Vigie), Illkirch-Graffenstaden (Zone industrielle de la Hardt, Centre nautique de la Hardt Centre culturel L'Illiade, Église Saint-Symphorien, Hôtel de ville, Zone industrielle Huron, Parc Friedel), Fegersheim (Église Saint-Maurice, Mairie) et Lipsheim (Mairie) - Stations et gares desservies : Gare de Geispolsheim, Gare de Graffenstaden, Cours de l'Illiade (A), Graffenstaden (A) et Gare de Fegersheim - Lipsheim. | | | | | | | | |
| 62    | Autre : - Arrêt non accessible aux UFR : Urban. - Amplitudes horaires : La ligne fonctionne du lundi au samedi de 5 h 10 à 20 h 40 environ. Les horaires sont ajustés en fonction des TER en provenance ou à destination de Sélestat. - Particularités : - en soirée, la desserte de Geispolsheim, Fegersheim et Lipsheim est assurée par un Taxibus ; - les dimanches et fêtes, la desserte du centre de Lipsheim est assurée par la ligne 63 ; - en début et fin de service, la ligne ne fonctionne qu'entre Geispolsheim et l'arrêt Grafenstaden - Digue. - Date de dernière mise à jour : 1er novembre 2022. | | | | | | | | |
| 62    | Dernière actualisation : — | | | | | | | | |
| 63    | Campus d'Illkirch ⥋ Lipsheim Gare (Illkirch - Parc d'innovation à certains services, en semaine / Lipsheim - Centre les dimanches et fêtes) | Campus d'Illkirch ⥋ Lipsheim Gare (Illkirch - Parc d'innovation à certains services, en semaine / Lipsheim - Centre les dimanches et fêtes) | Campus d'Illkirch ⥋ Lipsheim Gare (Illkirch - Parc d'innovation à certains services, en semaine / Lipsheim - Centre les dimanches et fêtes) | Campus d'Illkirch ⥋ Lipsheim Gare (Illkirch - Parc d'innovation à certains services, en semaine / Lipsheim - Centre les dimanches et fêtes) | Campus d'Illkirch ⥋ Lipsheim Gare (Illkirch - Parc d'innovation à certains services, en semaine / Lipsheim - Centre les dimanches et fêtes) | Campus d'Illkirch ⥋ Lipsheim Gare (Illkirch - Parc d'innovation à certains services, en semaine / Lipsheim - Centre les dimanches et fêtes) | Campus d'Illkirch ⥋ Lipsheim Gare (Illkirch - Parc d'innovation à certains services, en semaine / Lipsheim - Centre les dimanches et fêtes) | Campus d'Illkirch ⥋ Lipsheim Gare (Illkirch - Parc d'innovation à certains services, en semaine / Lipsheim - Centre les dimanches et fêtes) | Campus d'Illkirch ⥋ Lipsheim Gare (Illkirch - Parc d'innovation à certains services, en semaine / Lipsheim - Centre les dimanches et fêtes) |
| 63    | Ouverture / Fermeture — / — | Longueur 12 km | Durée 23 (6) min D&F : 25 min | Nb. d’arrêts 19 (4) D&F : 21 | Matériel Lion's City 12 G | Jours de fonctionnement L, Ma, Me, J, V, S, D                                                                                               | Jour / Soir / Nuit / Fêtes O / N / N / O | Voy. / an — | Affrété Striebig (groupe Keolis) |
| 63    | Desserte : - Villes et lieux desservis : Illkirch-Graffenstaden (Campus d'Illkirch, Le Parc d'innovation), Plobsheim, Eschau, Fegersheim (Centre sportif et culturel, Église Saint-Maurice, Mairie) et Lipsheim - Stations et gares desservies : Campus d'Illkirch (A et E) et Gare de Fegersheim - Lipsheim. | | | | | | | | |
| 63    | Autre : - Arrêts non accessibles aux UFR : Scheidstein, Pulverlaeche, Grundgrübe et d'Nedergass. - Amplitudes horaires : La ligne fonctionne du lundi au vendredi de 5 h 5 à 20 h 45, le samedi jusqu'à 20 h 35 et les dimanches et fêtes de 9 h 30 à 19 h 40 environ. Les horaires sont ajustés en fonction des TER en provenance ou à destination de Strasbourg. - Particularités : - en soirée, la desserte d'Eschau, Fegersheim et Lipsheim est assurée par un Taxibus ; - les dimanches et fêtes, la ligne assure la desserte du centre de Lipsheim à la place de la ligne 62 qui ne fonctionne pas ; - en semaine aux heures de pointe, des services partiels entre Campus d'Illkirch et Illkirch - Parc d'innovation sont assurés. - Date de dernière mise à jour : 1er novembre 2022.                                        | | | | | | | | |
| 63    | Dernière actualisation : — | | | | | | | | |
| 64    | Campus d'Illkirch ⥋ Lingolsheim - Alouettes | Campus d'Illkirch ⥋ Lingolsheim - Alouettes                                                                                                 | Campus d'Illkirch ⥋ Lingolsheim - Alouettes                                                                                                 | Campus d'Illkirch ⥋ Lingolsheim - Alouettes                                                                                                 | Campus d'Illkirch ⥋ Lingolsheim - Alouettes                                                                                                 | Campus d'Illkirch ⥋ Lingolsheim - Alouettes                                                                                                 | Campus d'Illkirch ⥋ Lingolsheim - Alouettes                                                                                                 | Campus d'Illkirch ⥋ Lingolsheim - Alouettes                                                                                                 | Campus d'Illkirch ⥋ Lingolsheim - Alouettes                                                                                                 |
| 64    | Ouverture / Fermeture 11 décembre 2016 / — | Longueur — | Durée 29 min | Nb. d’arrêts 17 | Matériel e-Jest | Jours de fonctionnement L, Ma, Me, J, V | Jour / Soir / Nuit / Fêtes O / N / N / N | Voy. / an — | Affrété Striebig (groupe Keolis) |
| 64    | Desserte : - Ville et lieux desservis : Illkirch-Graffenstaden (Campus d'Illkirch, Zone industrielle Alcatel, Fort Uhrich, Zone industrielle Sud), Geispolsheim (Centre commercial, Fort Lefèbvre, Zone industrielle) et Lingolsheim (Étang Zimmer) - Stations et gares desservies : Campus d'Illkirch (A et E), Gare de Graffenstaden et Lingolsheim Alouettes (B). | | | | | | | | |
| 64    | Autre : - Arrêt non accessible aux UFR : Illkirch Fort Uhrich vers Lingolsheim, Rue des Charmilles, Cor de Chasse, Louis Ampère, Denis Papin, Graffenstaden Gare, Commerce, Imprimeurs, Forlen et Garenne vers Lingolsheim.. - Amplitudes horaires : La ligne fonctionne du lundi au vendredi de 6 h 40 à 9 h 15 et de 15 h 35 à 18 h 40 environ. - Modifications au 24 février 2020 : La navette Illkirch-Lingolsheim devient la ligne 64 à partir du 24 février 2020{nouvel station Le Corbusier modification du parcours - Particularités : Les deux derniers services en provenance de Lingolsheim et de Campus d'Illkirch vont jusqu'à l'arrêt Graffenstaden Gare. | | | | | | | | |
| 64    | Dernière actualisation : — | | | | | | | | |
| 67    | Baggersee ⥋ Plobsheim - Est (Graffenstaden - Digue en soirée) | Baggersee ⥋ Plobsheim - Est (Graffenstaden - Digue en soirée)                                                                               | Baggersee ⥋ Plobsheim - Est (Graffenstaden - Digue en soirée)                                                                               | Baggersee ⥋ Plobsheim - Est (Graffenstaden - Digue en soirée)                                                                               | Baggersee ⥋ Plobsheim - Est (Graffenstaden - Digue en soirée)                                                                               | Baggersee ⥋ Plobsheim - Est (Graffenstaden - Digue en soirée)                                                                               | Baggersee ⥋ Plobsheim - Est (Graffenstaden - Digue en soirée)                                                                               | Baggersee ⥋ Plobsheim - Est (Graffenstaden - Digue en soirée)                                                                               | Baggersee ⥋ Plobsheim - Est (Graffenstaden - Digue en soirée)                                                                               |
| 67    | Ouverture / Fermeture 23 avril 2016 / — | Longueur — | Durée 37 (9) min | Nb. d’arrêts 31 (9) | Matériel Citaro Crossway LE S 415 LE | Jours de fonctionnement L, Ma, Me, J, V, S, D                                                                                               | Jour / Soir / Nuit / Fêtes O / O / N / O | Voy. / an — | Affrété Kunegel (Semaine) Striebig (groupe Keolis) (Week-end et fériés)                                                                     |
| 67    | Desserte : - Villes et lieux desservis : Illkirch-Graffenstaden (Centre commercial du Baggersee, Église Notre-Dame-de-la-Paix, Centre de chirurgie orthopédique et de la main, Église Protestante, Hôtel de ville, Église Saint-Symphorien, Centre culturel L'Illiade, Zone industrielle Huron, Parc Friedel, Cimetière Sud, Temple, Zone d'activités Girlenhirsch, Zone industrielle Sud), Eschau (Cimetière, Église Saint-Trophime, Mairie) et Plobsheim (Église catholique, Temple protestant, Mairie) - Stations desservies : Baggersee (A et E), Colonne (A et E), Cours de l'Illiade (A) et Graffenstaden (A). | | | | | | | | |
| 67    | Autre : - Arrêts non accessibles aux UFR : CRAM, Schaal, Eschau Mairie vers Plobsheim, Rathsamhausen, Plobsheim Canal, Plobsheim Église vers Plobsheim, Saint-Paul, Rhin, Perdrix et Espérance. - Amplitudes horaires : La ligne fonctionne du lundi au samedi de 4 h 45 à 0 h 25 et les dimanches et fêtes à partir de 6 h 20 environ. - Particularités : - en soirée après 20 h, du lundi au samedi avant 6 h direction Kibitzenau et les dimanches et fêtes avant 10 h environ dans les deux sens, la ligne est limitée au trajet entre Baggersee et Graffenstaden - Digue. En soirée, la desserte d'Eschau et Plobsheim est alors assurée par un Taxibus ; - La ligne 67 est jumelée avec la ligne 57 dont elle partage une partie de son trajet, de Baggersee à Illkirch Mairie. - Date de dernière mise à jour : 28 août 2023. | | | | | | | | |
| 67    | Dernière actualisation : — | | | | | | | | |

### Lignes 70 à 79
| Ligne    | Caractéristiques | Caractéristiques | Caractéristiques | Caractéristiques | Caractéristiques | Caractéristiques | Caractéristiques | Caractéristiques | Caractéristiques |
| 70 / 70a | Poteries (Eckbolsheim - Parc d’Activités ligne 70a ; en semaine, aux heures de pointes) ⥋ Robertsau - Renaissance | Poteries (Eckbolsheim - Parc d’Activités ligne 70a ; en semaine, aux heures de pointes) ⥋ Robertsau - Renaissance                     | Poteries (Eckbolsheim - Parc d’Activités ligne 70a ; en semaine, aux heures de pointes) ⥋ Robertsau - Renaissance                     | Poteries (Eckbolsheim - Parc d’Activités ligne 70a ; en semaine, aux heures de pointes) ⥋ Robertsau - Renaissance                     | Poteries (Eckbolsheim - Parc d’Activités ligne 70a ; en semaine, aux heures de pointes) ⥋ Robertsau - Renaissance                     | Poteries (Eckbolsheim - Parc d’Activités ligne 70a ; en semaine, aux heures de pointes) ⥋ Robertsau - Renaissance                     | Poteries (Eckbolsheim - Parc d’Activités ligne 70a ; en semaine, aux heures de pointes) ⥋ Robertsau - Renaissance                     | Poteries (Eckbolsheim - Parc d’Activités ligne 70a ; en semaine, aux heures de pointes) ⥋ Robertsau - Renaissance                     | Poteries (Eckbolsheim - Parc d’Activités ligne 70a ; en semaine, aux heures de pointes) ⥋ Robertsau - Renaissance                     |
| -------- | --- | --- | --- | --- | --- | --- | --- | --- | --- |
| 70 / 70a | Ouverture / Fermeture 1er septembre 2000 / — | Longueur 16 km | Durée 70 : 46 min 70a : 45 min | Nb. d’arrêts 70 : 35 70a : 35 | Matériel Citelis 12 GX 337 ELEC | Jours de fonctionnement L, Ma, Me, J, V, S, D                                                                                         | Jour / Soir / Nuit / Fêtes O / N / N / O                                                                                              | Voy. / an — | Unité de production Cronenbourg |
| 70 / 70a | Desserte : - Villes et lieux desservis : Eckbolsheim (Parc d'activités), Oberhausbergen, Schiltigheim (Campus de Cronenbourg, IUT Louis-Pasteur), Bischheim (Espace Européen de l'Entreprise, Église du Christ-Roi, Cimetière, Église Saint-Laurent, Mairie) et Strasbourg (Parc des Sports, Église Sainte-Bernadette, Mosquée de la cité de l'Ill, Église protestante de la cité de l'Ill) - Stations desservies : Poteries (D), Parc des Sports (A), Londres (G), Vienne (G), Chambre des Métiers (G), Gare de Bischheim, Pont Phario (B) et Robertsau L'Escale (E). | | | | | | | | |
| 70 / 70a | Autre : - Arrêts non accessibles aux UFR : Cheval Blanc vers Poteries/Eckbolsheim et Robertsau Pont Phario vers Robertsau. - Amplitudes horaires : La ligne fonctionne du lundi au samedi de 5 h 35 à 20 h 45 et les dimanches et fêtes de 10 h 5 à 20 h 20 environ. - Particularités : - Ligne 70a : Du lundi au vendredi en heures de pointe et à raison d'un à deux bus par heure, la ligne est limitée au trajet entre Eckbolsheim - Parc d’Activités et Robertsau - Renaissance, les bus à destination d'Eckbolsheim portent l'indice 70a. - Date de dernière mise à jour : 29 octobre 2024. | | | | | | | | |
| 70 / 70a | Dernière actualisation : — | | | | | | | | |
| 71       | Eckwersheim - Hippodrome ⥋ Les Halles - Sébastopol | Eckwersheim - Hippodrome ⥋ Les Halles - Sébastopol                                                                                    | Eckwersheim - Hippodrome ⥋ Les Halles - Sébastopol                                                                                    | Eckwersheim - Hippodrome ⥋ Les Halles - Sébastopol                                                                                    | Eckwersheim - Hippodrome ⥋ Les Halles - Sébastopol                                                                                    | Eckwersheim - Hippodrome ⥋ Les Halles - Sébastopol                                                                                    | Eckwersheim - Hippodrome ⥋ Les Halles - Sébastopol                                                                                    | Eckwersheim - Hippodrome ⥋ Les Halles - Sébastopol                                                                                    | Eckwersheim - Hippodrome ⥋ Les Halles - Sébastopol                                                                                    |
| 71       | Ouverture / Fermeture — / — | Longueur 18 km | Durée 30 min | Nb. d’arrêts 20 | Matériel S 415 LE Business S 415 NF Crossway LE Line NP                                                                               | Jours de fonctionnement L, Ma, Me, J, V                                                                                               | Jour / Soir / Nuit / Fêtes O / N / N / N                                                                                              | Voy. / an — | Affrété Kunegel |
| 71       | Desserte : - Villes et lieux desservis : Eckwersheim (hippodrome, cimetière, mairie, église), Vendenheim (mairie, complexe sportif, zone commerciale), Lampertheim et Strasbourg (Place de Haguenau, Centre commercial Place des Halles, Square de l'ancienne Synagogue, Pont de Paris, Quai Kléber, Pont du Marché) - Stations et gares desservies : Gare de Vendenheim, Ancienne Synagogue - Les Halles (A et D) à distance, à l'arrêt Les Halles - Sébastopol, Faubourg de Saverne (C), Travail (H) et Wilson (G et H). | | | | | | | | |
| 71       | Autre : - Arrêts non accessibles aux UFR : Temple, Vendenheim Au Tilleul, Travail. - Amplitudes horaires : La ligne fonctionne du lundi au vendredi de 5 h 45 à 20 h 35 environ. - Particularités : Les samedis, dimanches et fêtes, la desserte est reprise par la ligne 75. - Date de dernière mise à jour : 1er novembre 2022. | | | | | | | | |
| 71       | Dernière actualisation : — | | | | | | | | |
| 72       | République ⥋ La Wantzenau - Le Golf | République ⥋ La Wantzenau - Le Golf                                                                                                   | République ⥋ La Wantzenau - Le Golf                                                                                                   | République ⥋ La Wantzenau - Le Golf                                                                                                   | République ⥋ La Wantzenau - Le Golf                                                                                                   | République ⥋ La Wantzenau - Le Golf                                                                                                   | République ⥋ La Wantzenau - Le Golf                                                                                                   | République ⥋ La Wantzenau - Le Golf                                                                                                   | République ⥋ La Wantzenau - Le Golf                                                                                                   |
| 72       | Ouverture / Fermeture — / — | Longueur 14 km | Durée 36 (41) min | Nb. d’arrêts 28 (30) | Matériel S 415 LE Business S 415 NF Crossway LE Line NP                                                                               | Jours de fonctionnement L, Ma, Me, J, V, S, D                                                                                         | Jour / Soir / Nuit / Fêtes O / N / N / O                                                                                              | Voy. / an — | Affrété Kunegel |
| 72       | Desserte : - Villes et lieux desservis : Strasbourg (Place de la République, Palais du Rhin, Opéra national du Rhin, Institut national des études territoriales, Musée Tomi Ungerer, Direction régionale des Douanes, Palais de la diète d'Alsace-Lorraine-Théâtre national, Bibliothèque nationale et universitaire, Préfecture administrative d'Alsace et du Bas-Rhin, Hôtel des Postes, Église Saint-Paul, Campus central, Jardin botanique, Palais universitaire, Parc de l'Orangerie, Clinique de l'Orangerie, Palais de l'Europe, Institutions européennes, Kaysersguet, Cimetière Saint-Louis, Église protestante de la Robertsau, Parc de la Petite Orangerie, Cimetière Nord, Église protestante de la cité de l'Ill, Mosquée de la cité de l'Ill, Église Sainte-Bernadette, Clinique Sainte-Anne, Piscine de la Robertsau, Forêt de la Robertsau) et La Wantzenau (Mairie, Église Saint-Wandelin, Zone d'activités, Golf) - Stations et gares desservies : République (B, C, E et F), Droits de l'Homme (E), Boecklin (E) et Gare de La Wantzenau. | | | | | | | | |
| 72       | Autre : - Arrêts non accessibles aux UFR : Unterjaegerhof, Rue des Champs, Rochechouart et Faubourg d'Alençon. - Amplitudes horaires : La ligne fonctionne du lundi au vendredi de 5 h 35 à 21 h 50, le samedi de 6 h 35 à 20 h 45 et les dimanches et fêtes de 11 h 25 à 19 h 25 environ. - Particularités : - En soirée, trois Taxibus desservent La Wantzenau. - Flex'hop : Depuis le 28 août 2017, la ligne 72 dessert directement la gare de La Wantzenau et deux arrêts dans la zone d'activités de La Wantzenau selon le principe Flex'hop : en direction de ces arrêts, le voyageur doit indiquer au conducteur qu'il souhaite descendre à l'un de ces arrêts ; depuis l'un de ces arrêts, il doit appeler la centrale de réservation à l'avance afin que le bus desserve l'arrêt en question à l'horaire de passage indiqué. - Date de dernière mise à jour : 1er novembre 2022. | | | | | | | | |
| 72       | Dernière actualisation : — | | | | | | | | |
| 73       | Lampertheim - Alisiers ⥋ Les Halles - Sébastopol | Lampertheim - Alisiers ⥋ Les Halles - Sébastopol                                                                                      | Lampertheim - Alisiers ⥋ Les Halles - Sébastopol                                                                                      | Lampertheim - Alisiers ⥋ Les Halles - Sébastopol                                                                                      | Lampertheim - Alisiers ⥋ Les Halles - Sébastopol                                                                                      | Lampertheim - Alisiers ⥋ Les Halles - Sébastopol                                                                                      | Lampertheim - Alisiers ⥋ Les Halles - Sébastopol                                                                                      | Lampertheim - Alisiers ⥋ Les Halles - Sébastopol                                                                                      | Lampertheim - Alisiers ⥋ Les Halles - Sébastopol                                                                                      |
| 73       | Ouverture / Fermeture 27 août 2018 / — | Longueur — | Durée 40 min | Nb. d’arrêts 14 | Matériel S 415 LE Business S 415 NF Crossway LE Line NP                                                                               | Jours de fonctionnement L, Ma, Me, J, V                                                                                               | Jour / Soir / Nuit / Fêtes O / N / N / N                                                                                              | Voy. / an — | Affrété Kunegel |
| 73       | Desserte : - Villes et lieux desservis : Lampertheim (mairie, église), Mundolsheim (mairie, stade, parc d'activités) et Strasbourg (Place de Haguenau, Centre commercial Place des Halles, Square de l'ancienne Synagogue, Pont de Paris, Quai Kléber, Pont du Marché) - Stations et gares desservies : Gare de Mundolsheim à distance, à l'arrêt Anémones, Ancienne Synagogue - Les Halles (A et D) à distance, à l'arrêt Les Halles - Sébastopol, Faubourg de Saverne (C), Travail (H) et Wilson (G et H). | | | | | | | | |
| 73       | Autre : - Arrêts non accessibles aux UFR : Rue de Mundolsheim vers Lampertheim et Travail. - Amplitudes horaires : La ligne fonctionne du lundi au vendredi de 5 h 45 à 20 h 35 environ. - Particularités : Les samedis, dimanches et fêtes, la desserte est reprise par la ligne 75. - Date de dernière mise à jour : 1er novembre 2022. | | | | | | | | |
| 73       | Dernière actualisation : — | | | | | | | | |
| 74       | Hoenheim Gare ⥋ Vendenheim - Artisans / ÉcoParc Rhénan un bus sur deux (Reichstett - Rue de Paris en soirée et le dimanche) | Hoenheim Gare ⥋ Vendenheim - Artisans / ÉcoParc Rhénan un bus sur deux (Reichstett - Rue de Paris en soirée et le dimanche)           | Hoenheim Gare ⥋ Vendenheim - Artisans / ÉcoParc Rhénan un bus sur deux (Reichstett - Rue de Paris en soirée et le dimanche)           | Hoenheim Gare ⥋ Vendenheim - Artisans / ÉcoParc Rhénan un bus sur deux (Reichstett - Rue de Paris en soirée et le dimanche)           | Hoenheim Gare ⥋ Vendenheim - Artisans / ÉcoParc Rhénan un bus sur deux (Reichstett - Rue de Paris en soirée et le dimanche)           | Hoenheim Gare ⥋ Vendenheim - Artisans / ÉcoParc Rhénan un bus sur deux (Reichstett - Rue de Paris en soirée et le dimanche)           | Hoenheim Gare ⥋ Vendenheim - Artisans / ÉcoParc Rhénan un bus sur deux (Reichstett - Rue de Paris en soirée et le dimanche)           | Hoenheim Gare ⥋ Vendenheim - Artisans / ÉcoParc Rhénan un bus sur deux (Reichstett - Rue de Paris en soirée et le dimanche)           | Hoenheim Gare ⥋ Vendenheim - Artisans / ÉcoParc Rhénan un bus sur deux (Reichstett - Rue de Paris en soirée et le dimanche)           |
| 74       | Ouverture / Fermeture 27 août 2018 / — | Longueur 11 km | Durée 15 / 17 min Soir/Dim. : 10 min                                                                                                  | Nb. d’arrêts 12 / 13 Soir/Dim. : 10                                                                                                   | Matériel S 415 LE Business S 415 NF Crossway LE Line NP                                                                               | Jours de fonctionnement L, Ma, Me, J, V, S, D                                                                                         | Jour / Soir / Nuit / Fêtes O / O / N / O                                                                                              | Voy. / an — | Affrété Kunegel |
| 74       | Desserte : - Villes et lieux desservis : Hœnheim (Mairie, Chapelle Saint-Jean, Église Saint-Joseph), Souffelweyersheim (Centre de semi-liberté, Port de plaisance du canal), Reichstett (Fort Rapp, Mairie, Église Saint-Michel, Ancien cimetière, Parc de la Maison alsacienne, ÉcoParc Rhénan), Lampertheim et Vendenheim (Zone commerciale Nord, ÉcoParc Rhénan) - Stations et gares desservies : Gare de Hœnheim-Tram / Hœnheim Gare (B). | | | | | | | | |
| 74       | Autre : - Arrêt non accessible aux UFR : Aucun. - Amplitudes horaires : La ligne fonctionne du lundi au samedi de 5 h 20 à 0 h 5 et les dimanches et fêtes à partir de 5 h 55 environ. - Particularités : la ligne fonctionne en alternance d'un bus sur deux pour Vendenheim, l'autre desservant l'ÉcoParc ; en soirée après 20 h 30 et les dimanches et fêtes, tous les bus effectuent leur terminus à l'arrêt Rue de Paris. - Date de dernière mise à jour : 1er novembre 2022. | | | | | | | | |
| 74       | Dernière actualisation : — | | | | | | | | |
| 75       | Vendenheim - Mairie / Mundolsheim - Parc un bus sur deux (Eckwersheim - Hippodrome en soirée et le weekend) ⥋ Les Halles - Sébastopol | Vendenheim - Mairie / Mundolsheim - Parc un bus sur deux (Eckwersheim - Hippodrome en soirée et le weekend) ⥋ Les Halles - Sébastopol | Vendenheim - Mairie / Mundolsheim - Parc un bus sur deux (Eckwersheim - Hippodrome en soirée et le weekend) ⥋ Les Halles - Sébastopol | Vendenheim - Mairie / Mundolsheim - Parc un bus sur deux (Eckwersheim - Hippodrome en soirée et le weekend) ⥋ Les Halles - Sébastopol | Vendenheim - Mairie / Mundolsheim - Parc un bus sur deux (Eckwersheim - Hippodrome en soirée et le weekend) ⥋ Les Halles - Sébastopol | Vendenheim - Mairie / Mundolsheim - Parc un bus sur deux (Eckwersheim - Hippodrome en soirée et le weekend) ⥋ Les Halles - Sébastopol | Vendenheim - Mairie / Mundolsheim - Parc un bus sur deux (Eckwersheim - Hippodrome en soirée et le weekend) ⥋ Les Halles - Sébastopol | Vendenheim - Mairie / Mundolsheim - Parc un bus sur deux (Eckwersheim - Hippodrome en soirée et le weekend) ⥋ Les Halles - Sébastopol | Vendenheim - Mairie / Mundolsheim - Parc un bus sur deux (Eckwersheim - Hippodrome en soirée et le weekend) ⥋ Les Halles - Sébastopol |
| 75       | Ouverture / Fermeture 27 août 2018 / — | Longueur — | Durée 35 (42) (20) min | Nb. d’arrêts 23 (31) (12) | Matériel S 415 LE Business S 415 NF Crossway LE Line NP                                                                               | Jours de fonctionnement L, Ma, Me, J, V, S, D                                                                                         | Jour / Soir / Nuit / Fêtes O / O / N / O                                                                                              | Voy. / an — | Affrété Kunegel |
| 75       | Desserte : - Villes et lieux desservis : Eckwersheim (hippodrome, cimetière, mairie, église), Vendenheim (mairie, complexe sportif, zone commerciale), Lampertheim (Mairie, église), Mundolsheim (Mairie, stade, parc d'activités), Niederhausbergen (Mairie, Chapelle Saint-Antoine) et Strasbourg (Place de Haguenau, Centre commercial Place des Halles, Square de l'ancienne Synagogue, Pont de Paris, Quai Kléber, Pont du Marché) - Stations et gares desservies : Gare de Vendenheim, Espace européen de l'entreprise (G), Ancienne Synagogue - Les Halles (A et D) à distance, à l'arrêt Les Halles - Sébastopol, Faubourg de Saverne (C), Travail (H) et Wilson (G et H). | | | | | | | | |
| 75       | Autre : - Arrêts non accessibles aux UFR : Temple, Vendenheim Au Tilleul, Rue de Mundolsheim vers Vendenheim et Travail. - Amplitudes horaires : La ligne fonctionne du lundi au samedi de 5 h 35 à 0 h 20 et les dimanches et fêtes à partir de 8 h 45 environ. - Particularités : La ligne fonctionne en alternance d'un bus sur deux pour Vendenheim Mairie, l'autre desservant Mundolsheim Parc ; après 21 h en semaine, les samedis, dimanches et fêtes, la ligne est prolongée à Eckwersheim à la place de la ligne 71, qui ne fonctionne alors pas. - Date de dernière mise à jour : 19 septembre 2024. | | | | | | | | |
| 75       | Dernière actualisation : — | | | | | | | | |
| 76       | Reichstett - Rue de Paris ⥋ Les Halles - Sébastopol | Reichstett - Rue de Paris ⥋ Les Halles - Sébastopol                                                                                   | Reichstett - Rue de Paris ⥋ Les Halles - Sébastopol                                                                                   | Reichstett - Rue de Paris ⥋ Les Halles - Sébastopol                                                                                   | Reichstett - Rue de Paris ⥋ Les Halles - Sébastopol                                                                                   | Reichstett - Rue de Paris ⥋ Les Halles - Sébastopol                                                                                   | Reichstett - Rue de Paris ⥋ Les Halles - Sébastopol                                                                                   | Reichstett - Rue de Paris ⥋ Les Halles - Sébastopol                                                                                   | Reichstett - Rue de Paris ⥋ Les Halles - Sébastopol                                                                                   |
| 76       | Ouverture / Fermeture 27 août 2018 / — | Longueur — | Durée 35 min | Nb. d’arrêts 22 | Matériel S 415 LE Business S 415 NF Crossway LE Line NP                                                                               | Jours de fonctionnement L, Ma, Me, J, V                                                                                               | Jour / Soir / Nuit / Fêtes O / N / N / N                                                                                              | Voy. / an — | Affrété Antoni Voyages |
| 76       | Desserte : - Villes et lieux desservis : Reichstett (Fort Rapp, Mairie, Église Saint-Michel, Ancien cimetière, Parc de la Maison alsacienne), Souffelweyersheim (Port de plaisance du canal, Centre-ville), Hoenheim, Bischheim (Église Saint-Michel, Église du Christ-Roi) et Strasbourg (Place de Haguenau, Centre commercial Place des Halles, Square de l'ancienne Synagogue, Pont de Paris, Quai Kléber, Pont du Marché) - Stations et gares desservies : Ancienne Synagogue - Les Halles (A et D) à distance, à l'arrêt Les Halles - Sébastopol, Faubourg de Saverne (C) et Wilson (G). | | | | | | | | |
| 76       | Autre : - Arrêt non accessible aux UFR : Travail. - Amplitudes horaires : La ligne fonctionne du lundi au vendredi aux heures de pointe de 6 h 55 à 8 h 55 vers Strasbourg et de 16 h 30 à 19 h 30 environ en sens inverse. - Date de dernière mise à jour : 1er novembre 2022. | | | | | | | | |
| 76       | Dernière actualisation : — | | | | | | | | |

### Navette des institutions européennes
Ce service de navette, mis en place pendant les sessions du Conseil de l'Europe, est réservé aux personnes munies d'une carte des institutions européennes.
| Ligne                       | Parcours                            | Matériel   | Unité de production |
| --------------------------- | ----------------------------------- | ---------- | ------------------- |
| navette Conseil de l'Europe | Gare Centrale ↔ Conseil de l'Europe | GX 327 GNC | Kibitzenau          |

### Transport zonal
| Ligne | Caractéristiques | Caractéristiques                                                     | Caractéristiques                                                     | Caractéristiques                                                     | Caractéristiques                                                     | Caractéristiques                                                     | Caractéristiques                                                     | Caractéristiques                                                     | Caractéristiques                                                     |
| FH    | Flex'hop | Flex'hop                                                             | Flex'hop                                                             | Flex'hop                                                             | Flex'hop                                                             | Flex'hop                                                             | Flex'hop                                                             | Flex'hop                                                             | Flex'hop                                                             |
| FH    | Transport zonal ⥋ Desserte de la seconde couronne de l'Eurométropole | Transport zonal ⥋ Desserte de la seconde couronne de l'Eurométropole | Transport zonal ⥋ Desserte de la seconde couronne de l'Eurométropole | Transport zonal ⥋ Desserte de la seconde couronne de l'Eurométropole | Transport zonal ⥋ Desserte de la seconde couronne de l'Eurométropole | Transport zonal ⥋ Desserte de la seconde couronne de l'Eurométropole | Transport zonal ⥋ Desserte de la seconde couronne de l'Eurométropole | Transport zonal ⥋ Desserte de la seconde couronne de l'Eurométropole | Transport zonal ⥋ Desserte de la seconde couronne de l'Eurométropole |
| ----- | --- | -------------------------------------------------------------------- | -------------------------------------------------------------------- | -------------------------------------------------------------------- | -------------------------------------------------------------------- | -------------------------------------------------------------------- | -------------------------------------------------------------------- | -------------------------------------------------------------------- | -------------------------------------------------------------------- |
| FH    | Ouverture / Fermeture 14 novembre 2019 / — | Longueur —                                                           | Durée —                                                              | Nb. d’arrêts 270                                                     | Matériel eVito Tourer e-NV200                                        | Jours de fonctionnement L, Ma, Me, J, V, S, D                        | Jour / Soir / Nuit / Fêtes O / O / N / O                             | Voy. / an —                                                          | Affrété Striebig (groupe Keolis)                                     |
| FH    | Desserte : - Communes desservies : 25 communes de l'Eurométropole de Strasbourg sauf Strasbourg, Hoenheim, Illkirch-Graffenstaden, Ostwald, Bischheim, Schiltigheim, Eckbolsheim et Lingolsheim ainsi que Hoerdt, Duppigheim et Neuried |                                                                      |                                                                      |                                                                      |                                                                      |                                                                      |                                                                      |                                                                      |                                                                      |
| FH    | Autre : - Arrêts non accessibles aux UFR : NC - Amplitudes horaires : Le service fonctionne sur réservation tous les jours de 5 h à 0 h environ avec un principe de transport zonal où la desserte se fait d'arrêt à arrêt sans itinéraire prédéfini, soit entre deux arrêts de la zone non reliés entre eux par une ligne régulière, soit vers un arrêt de rabattement situé en dehors. Le service offre une desserte complémentaire aux lignes CTS et Fluo Grand Est desservant ces communes. - Histoire : Expérimenté sur 13 communes, le service est étendu au 1er mars 2021 afin de couvrir 25 communes et remplace les services Flex'Hop à itinéraires fixes sauf celui de la ligne 72. - Date de dernière mise à jour : 3 avril 2022. |                                                                      |                                                                      |                                                                      |                                                                      |                                                                      |                                                                      |                                                                      |                                                                      |
| FH    | Dernière actualisation : — |                                                                      |                                                                      |                                                                      |                                                                      |                                                                      |                                                                      |                                                                      |                                                                      |

### Le réseau en soirée et la nuit

#### Lignes Taxibus
Après 20 heures, le réseau passe en horaires de soirée avec un fonctionnement réduit. Seules les lignes C1, C3, C6, C7, C8, C9 (amputée de la desserte de Vendenheim), 2, 4/4a, 13, 17, 19, 30, 40 (limitée au trajet Rodolphe Reuss-Ganzau), 67 (Limitée au trajet Baggersee-Graffenstaden Digue) et 75 (prolongée au nord à Eckwersheim à la place de la ligne 71) circulent.
Certaines communes éloignées et ne disposant pas de lignes régulières en soirée sont alors desservis par le service Taxibus composé de quatre secteurs au départ d'une station de tramway, permettant aux usagers de regagner leur domicile :
| Ligne | Caractéristiques | Caractéristiques                                         | Caractéristiques                                         | Caractéristiques                                         | Caractéristiques                                         | Caractéristiques                                         | Caractéristiques                                         | Caractéristiques                                         | Caractéristiques                                         |
| TB    | Taxibus Sud | Taxibus Sud                                              | Taxibus Sud                                              | Taxibus Sud                                              | Taxibus Sud                                              | Taxibus Sud                                              | Taxibus Sud                                              | Taxibus Sud                                              | Taxibus Sud                                              |
| TB    | Baggersee ⥋ Desserte de soirée du Sud de l'Eurométropole | Baggersee ⥋ Desserte de soirée du Sud de l'Eurométropole | Baggersee ⥋ Desserte de soirée du Sud de l'Eurométropole | Baggersee ⥋ Desserte de soirée du Sud de l'Eurométropole | Baggersee ⥋ Desserte de soirée du Sud de l'Eurométropole | Baggersee ⥋ Desserte de soirée du Sud de l'Eurométropole | Baggersee ⥋ Desserte de soirée du Sud de l'Eurométropole | Baggersee ⥋ Desserte de soirée du Sud de l'Eurométropole | Baggersee ⥋ Desserte de soirée du Sud de l'Eurométropole |
| ----- | --- | -------------------------------------------------------- | -------------------------------------------------------- | -------------------------------------------------------- | -------------------------------------------------------- | -------------------------------------------------------- | -------------------------------------------------------- | -------------------------------------------------------- | -------------------------------------------------------- |
| TB    | Ouverture / Fermeture — / — | Longueur —                                               | Durée —                                                  | Nb. d’arrêts —                                           | Matériel Taxi                                            | Jours de fonctionnement L, Ma, Me, J, V, S, D            | Jour / Soir / Nuit / Fêtes N / O / N / O                 | Voy. / an —                                              | Affrété Kunegel                                          |
| TB    | Desserte : - Villes et quartiers desservis : Blaesheim, Eschau, Fegersheim, Geispolsheim, Ostwald (La Vigie), Lipsheim et Plobsheim - Station de départ : Baggersee (A et E) à Illkirch-Graffenstaden. |                                                          |                                                          |                                                          |                                                          |                                                          |                                                          |                                                          |                                                          |
| TB    | Autre : - Amplitudes horaires : Le Taxibus Sud fonctionne tous les soirs, à raison de départs à 20 h 15, 20 h 45, 21 h 45, 22 h 45 et 23 h 45 à destination des communes. - Particularités : Ce Taxibus remplace les lignes 57, 62, 63 et 67 pour la desserte des communes et quartiers concernés du Sud de l'Eurométropole. - Date de dernière mise à jour : 12 août 2018.                            |                                                          |                                                          |                                                          |                                                          |                                                          |                                                          |                                                          |                                                          |
| TB    | Dernière actualisation : — |                                                          |                                                          |                                                          |                                                          |                                                          |                                                          |                                                          |                                                          |
| TB    | Taxibus Nord | Taxibus Nord                                             | Taxibus Nord                                             | Taxibus Nord                                             | Taxibus Nord                                             | Taxibus Nord                                             | Taxibus Nord                                             | Taxibus Nord                                             | Taxibus Nord                                             |
| TB    | République ⥋ Desserte de soirée du Nord de l'Eurométropole |                                                          |                                                          |                                                          |                                                          |                                                          |                                                          |                                                          |                                                          |
| TB    | Ouverture / Fermeture — / — | Longueur —                                               | Durée —                                                  | Nb. d’arrêts —                                           | Matériel Taxi                                            | Jours de fonctionnement L, Ma, Me, J, V, S, D            | Jour / Soir / Nuit / Fêtes N / O / N / O                 | Voy. / an —                                              | Affrété Kunegel                                          |
| TB    | Desserte : - Villes et quartiers desservis : La Wantzenau et Strasbourg (La Robertsau Chasseurs) - Station de départ : République (B, C, E et F) à Strasbourg. |                                                          |                                                          |                                                          |                                                          |                                                          |                                                          |                                                          |                                                          |
| TB    | Autre : - Amplitudes horaires : Le Taxibus Nord fonctionne fonctionne tous les soirs, à raison de départs à 21 h 40, 22 h 40 et 23 h 40 à destination des communes. - Particularités : Ce Taxibus remplace les lignes 30 et 72 pour la desserte des communes et quartiers concernés du Nord de l'Eurométropole. - Date de dernière mise à jour : 7 février 2020.                                       |                                                          |                                                          |                                                          |                                                          |                                                          |                                                          |                                                          |                                                          |
| TB    | Dernière actualisation : — |                                                          |                                                          |                                                          |                                                          |                                                          |                                                          |                                                          |                                                          |
| TB    | Taxibus Ouest | Taxibus Ouest                                            | Taxibus Ouest                                            | Taxibus Ouest                                            | Taxibus Ouest                                            | Taxibus Ouest                                            | Taxibus Ouest                                            | Taxibus Ouest                                            | Taxibus Ouest                                            |
| TB    | Les Halles - Sébastopol ⥋ Desserte de soirée de l'Ouest de l'Eurométropole |                                                          |                                                          |                                                          |                                                          |                                                          |                                                          |                                                          |                                                          |
| TB    | Ouverture / Fermeture 28 août 2017 / — | Longueur —                                               | Durée —                                                  | Nb. d’arrêts —                                           | Matériel Taxi                                            | Jours de fonctionnement L, Ma, Me, J, V, S, D            | Jour / Soir / Nuit / Fêtes N / O / N / O                 | Voy. / an —                                              | Affrété Kunegel , (Striebig)                             |
| TB    | Desserte : - Villes desservies : Wolfisheim, Oberschaeffolsheim, Achenheim, Breuschwickersheim et Osthoffen - Station de départ : Ancienne Synagogue - Les Halles (A et D) à distance, à l'arrêt Les Halles - Sébastopol à Strasbourg. |                                                          |                                                          |                                                          |                                                          |                                                          |                                                          |                                                          |                                                          |
| TB    | Autre : - Amplitudes horaires : Le Taxibus Ouest fonctionne tous les soirs, à raison de départs à 21 h 40, 22 h 40 et 23 h 40 à destination des communes. - Particularités : Ce Taxibus remplace la ligne 41 et la ligne 240 de Réseau 67 pour la desserte des communes de l'Ouest de l'Eurométropole. - Date de dernière mise à jour : 26 août 2018.                                                  |                                                          |                                                          |                                                          |                                                          |                                                          |                                                          |                                                          |                                                          |
| TB    | Dernière actualisation : — |                                                          |                                                          |                                                          |                                                          |                                                          |                                                          |                                                          |                                                          |
| TB    | Taxibus Sud-Ouest | Taxibus Sud-Ouest                                        | Taxibus Sud-Ouest                                        | Taxibus Sud-Ouest                                        | Taxibus Sud-Ouest                                        | Taxibus Sud-Ouest                                        | Taxibus Sud-Ouest                                        | Taxibus Sud-Ouest                                        | Taxibus Sud-Ouest                                        |
| TB    | Montagne Verte ⥋ Desserte de soirée du Sud-Ouest de l'Eurométropole |                                                          |                                                          |                                                          |                                                          |                                                          |                                                          |                                                          |                                                          |
| TB    | Ouverture / Fermeture 28 août 2017 / — | Longueur —                                               | Durée —                                                  | Nb. d’arrêts —                                           | Matériel Taxi                                            | Jours de fonctionnement L, Ma, Me, J, V, S, D            | Jour / Soir / Nuit / Fêtes N / O / N / O                 | Voy. / an —                                              | Affrété Kunegel                                          |
| TB    | Desserte : - Villes et quartiers desservis : Holtzheim, Entzheim, Kolbsheim et Hangenbieten - Station de départ : Montagne Verte (B) à Strasbourg. |                                                          |                                                          |                                                          |                                                          |                                                          |                                                          |                                                          |                                                          |
| TB    | Autre : - Amplitudes horaires : Le Taxibus Sud-Ouest fonctionne tous les soirs, à raison de départs à 20 h 15, 20 h 45, 21 h 45, 22 h 45 et 23 h 45 à destination des communes. - Particularités : Ce Taxibus remplace les lignes 12 et 22 et la ligne 209 de Réseau 67 pour la desserte des communes et quartiers concernés du Sud de l'Eurométropole. - Date de dernière mise à jour : 21 août 2020. |                                                          |                                                          |                                                          |                                                          |                                                          |                                                          |                                                          |                                                          |
| TB    | Dernière actualisation : — |                                                          |                                                          |                                                          |                                                          |                                                          |                                                          |                                                          |                                                          |

#### Lignes Hibus

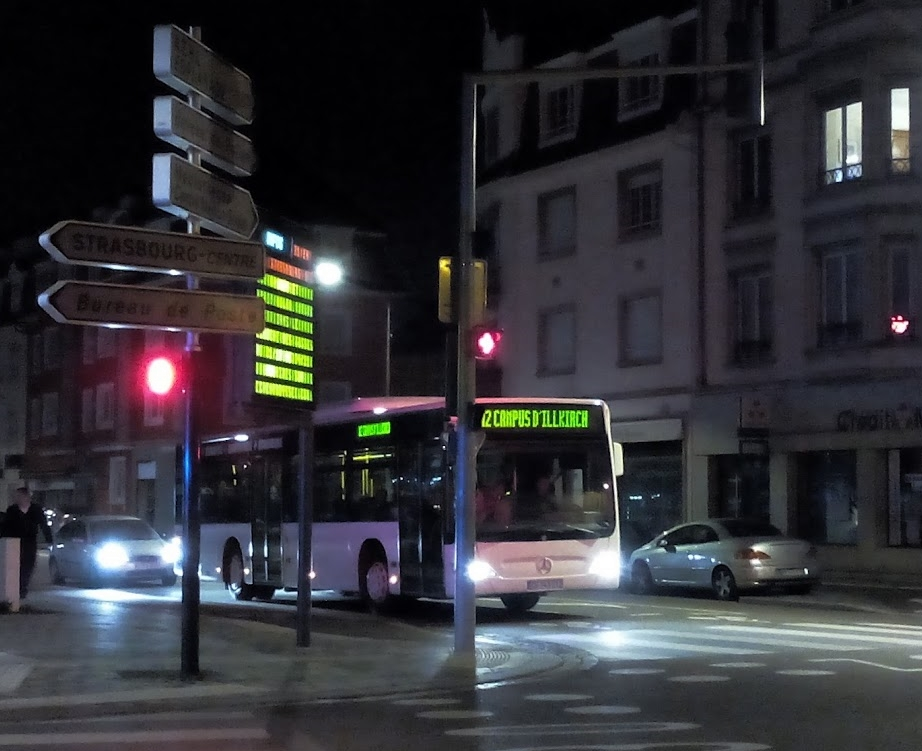
Un Mercedes-Benz Citaro sur la ligne nocturne N2, à Strasbourg.

Depuis le 5 septembre 2013, la CTS a mis en place trois nouvelles lignes, baptisées « Hibus » depuis le 1er octobre 2015, remplaçant l'ancienne ligne de nuit créée en 2007,,. Elles roulent entre 23 h 30 et 5 h 30, les nuits de jeudi à vendredi, du vendredi au samedi et du samedi au dimanche (y compris les jours fériés), prenant le relais du Tramway et du réseau de bus, sauf sur leur dernière heure de service, le tramway commençant son service vers 4 h 30.
Identifié par une mascotte représentant un hibou stylisé, le Hibus transporte annuellement près de 90 000 voyageurs nocturnes.
| Ligne | Caractéristiques | Caractéristiques                     | Caractéristiques                     | Caractéristiques                     | Caractéristiques                                                       | Caractéristiques                     | Caractéristiques                         | Caractéristiques                     | Caractéristiques                     |
| N1    | Corbeau ⥋ Boecklin | Corbeau ⥋ Boecklin                   | Corbeau ⥋ Boecklin                   | Corbeau ⥋ Boecklin                   | Corbeau ⥋ Boecklin                                                     | Corbeau ⥋ Boecklin                   | Corbeau ⥋ Boecklin                       | Corbeau ⥋ Boecklin                   | Corbeau ⥋ Boecklin                   |
| ----- | --- | ------------------------------------ | ------------------------------------ | ------------------------------------ | ---------------------------------------------------------------------- | ------------------------------------ | ---------------------------------------- | ------------------------------------ | ------------------------------------ |
| N1    | Ouverture / Fermeture 5 septembre 2013 / — | Longueur —                           | Durée 30 min                         | Nb. d’arrêts 20                      | Matériel S 415 LE Business S 415 NF Crossway LE Line NP Citaro LE Ü C2 | Jours de fonctionnement J, V, S, D   | Jour / Soir / Nuit / Fêtes N / N / O / O | Voy. / an —                          | Affrété Kunegel                      |
| N1    | Desserte : - Villes et lieux desservis : Strasbourg (Place du Corbeau, Église Saint-Nicolas, Lycée Charles-Fey, Église Saint-Thomas, Musée d'art moderne et contemporain, Commanderie Saint-Jean, Église Saint-Pierre-le-Vieux, Église Saint-Jean, Canal du Faux-Rempart, Quai Saint-Jean, Quai Kléber, Quai de Paris, Pont de Saverne, Pont du Marché, Pont de Paris, Centre commercial Place des Halles, Square de l'ancienne Synagogue, Place du Faubourg de Pierre, Place de Haguenau, Cimetière Sainte-Hélène, Église Sainte-Bernadette, Mosquée de la cité de l'Ill, Église protestante de la cité de l'Ill, Cimetière Nord, Cité universitaire, Oblats de Marie-Immaculée, Kaysersguet, Institutions européennes, Palais de l'Europe), Schiltigheim (Mairie, Église protestante, Église de la Sainte-Famille, Cimetière, Jardin de la Résistance) et Bischheim (Église Saint-Laurent, Mairie) - Stations et gares desservies : Wilson (G), Gare de Strasbourg-Ville / Gare Centrale (A, C, D et G), Musée d'Art moderne (B), Alt Winmärik (B et F) à distance, à l'arrêt Pont Kuss, Ancienne Synagogue - Les Halles (A et D) à distance, à l'arrêt Les Halles - Pont de Paris, Place de Pierre (H), Pont Phario (B) et Boecklin (E). |                                      |                                      |                                      |                                                                        |                                      |                                          |                                      |                                      |
| N1    | Autre : - Arrêts non accessibles aux UFR : Corbeau, Saint-Nicolas, Saint-Thomas Finkwiller vers Robertsau, Cheval Blanc vers Robertsau et Pont Phario vers Robertsau. - Amplitudes horaires : La ligne fonctionne les nuits de jeudi au vendredi, de vendredi à samedi et de samedi à dimanche, de 23 h 30 à 5 h 30 environ. - Date de dernière mise à jour : 3 avril 2022. |                                      |                                      |                                      |                                                                        |                                      |                                          |                                      |                                      |
| N1    | Dernière actualisation : — |                                      |                                      |                                      |                                                                        |                                      |                                          |                                      |                                      |
| N2    | Corbeau ⥋ Campus d'Illkirch | Corbeau ⥋ Campus d'Illkirch          | Corbeau ⥋ Campus d'Illkirch          | Corbeau ⥋ Campus d'Illkirch          | Corbeau ⥋ Campus d'Illkirch                                            | Corbeau ⥋ Campus d'Illkirch          | Corbeau ⥋ Campus d'Illkirch              | Corbeau ⥋ Campus d'Illkirch          | Corbeau ⥋ Campus d'Illkirch          |
| N2    | Ouverture / Fermeture 5 septembre 2013 / — | Longueur —                           | Durée 40 min                         | Nb. d’arrêts 19                      | Matériel S 415 LE Business S 415 NF Crossway LE Line NP Citaro LE Ü C2 | Jours de fonctionnement J, V, S, D   | Jour / Soir / Nuit / Fêtes N / N / O / O | Voy. / an —                          | Affrété Kunegel                      |
| N2    | Desserte : - Villes et lieux desservis : Strasbourg (Place du Corbeau, Église Sainte-Madeleine, Quai des Bateliers, Église Saint-Guillaume, Bains municipaux, Gallia, Palais universitaire, Jardin botanique, Campus central, INSA, Lycée Jean-Rostand, Faculté de droit, sciences politiques et gestion, Stade de la Meinau, ESPE, Lycée Couffignal, Zone d'activités du Bartischgut-Plaine des Bouchers) et Illkirch-Graffenstaden (Centre commercial du Baggersee) - Stations et gares desservies : Université (C, E et F), Observatoire (C, E et F), Esplanade (C et E), Danube Le Vaisseau (G), Aristide Briand (D), Jean Jaurès (C et D), Landsberg (C, E et D), Gare de Strasbourg-Krimmeri-Meinau / Krimmeri Stade de la Meinau (A et E), Lycée Couffignal (A et E), Émile Mathis (A et E), Hohwart (A et E), Baggersee (A et E), Colonne (A et E) et Campus d'Illkirch (A et E). |                                      |                                      |                                      |                                                                        |                                      |                                          |                                      |                                      |
| N2    | Autre : - Arrêts non accessibles aux UFR : Corbeau, Université, Observatoire, Landsberg, Krimmeri Stade de la Meinau et Lycée Couffignal. - Amplitudes horaires : La ligne fonctionne les nuits de jeudi au vendredi, de vendredi à samedi et de samedi à dimanche, de 23 h 30 à 5 h 30 environ. - Date de dernière mise à jour : 3 avril 2022. |                                      |                                      |                                      |                                                                        |                                      |                                          |                                      |                                      |
| N2    | Dernière actualisation : — |                                      |                                      |                                      |                                                                        |                                      |                                          |                                      |                                      |
| N3    | Corbeau ⥋ Cronenbourg - Mathieu Zell | Corbeau ⥋ Cronenbourg - Mathieu Zell | Corbeau ⥋ Cronenbourg - Mathieu Zell | Corbeau ⥋ Cronenbourg - Mathieu Zell | Corbeau ⥋ Cronenbourg - Mathieu Zell                                   | Corbeau ⥋ Cronenbourg - Mathieu Zell | Corbeau ⥋ Cronenbourg - Mathieu Zell     | Corbeau ⥋ Cronenbourg - Mathieu Zell | Corbeau ⥋ Cronenbourg - Mathieu Zell |
| N3    | Ouverture / Fermeture 5 septembre 2013 / — | Longueur —                           | Durée 23 min                         | Nb. d’arrêts 20                      | Matériel S 415 LE Business S 415 NF Crossway LE Line NP Citaro LE Ü C2 | Jours de fonctionnement J, V, S, D   | Jour / Soir / Nuit / Fêtes N / N / O / O | Voy. / an —                          | Affrété Kunegel                      |
| N3    | Desserte : - Ville et lieux desservis : Strasbourg (Place du Corbeau, Église Saint-Nicolas, Lycée Charles-Fey, Église Saint-Thomas, Musée d'art moderne et contemporain, Commanderie Saint-Jean, Casernes Marcot et Sénarmont, Église Notre-Dame de Lourdes, La Laiterie, Parc Eugène-Imbs, Église Saint-Arbogast, Église Saint-Joseph, Église Saint-Paul, Lycée Marcel-Rudloff, Hôpital de Hautepierre, Église Saint-Antoine, Église Saint-Sauveur, Brasseries Kronenbourg) - Stations et gares desservies : Musée d'Art moderne (B), Laiterie (B), Montagne Verte (B), Poteries (D), Marcel Rudloff (D) à l'arrêt Lycée Marcel Rudloff et Dante (A et D). |                                      |                                      |                                      |                                                                        |                                      |                                          |                                      |                                      |
| N3    | Autre : - Arrêts non accessibles aux UFR : Corbeau, Saint-Nicolas et Saint-Thomas Finkwiller vers Cronenbourg. - Amplitudes horaires : La ligne fonctionne les nuits de jeudi au vendredi, de vendredi à samedi et de samedi à dimanche, de 23 h 25 à 5 h 25 environ. - Date de dernière mise à jour : 3 avril 2022. |                                      |                                      |                                      |                                                                        |                                      |                                          |                                      |                                      |
| N3    | Dernière actualisation : — |                                      |                                      |                                      |                                                                        |                                      |                                          |                                      |                                      |

### Lignes scolaires

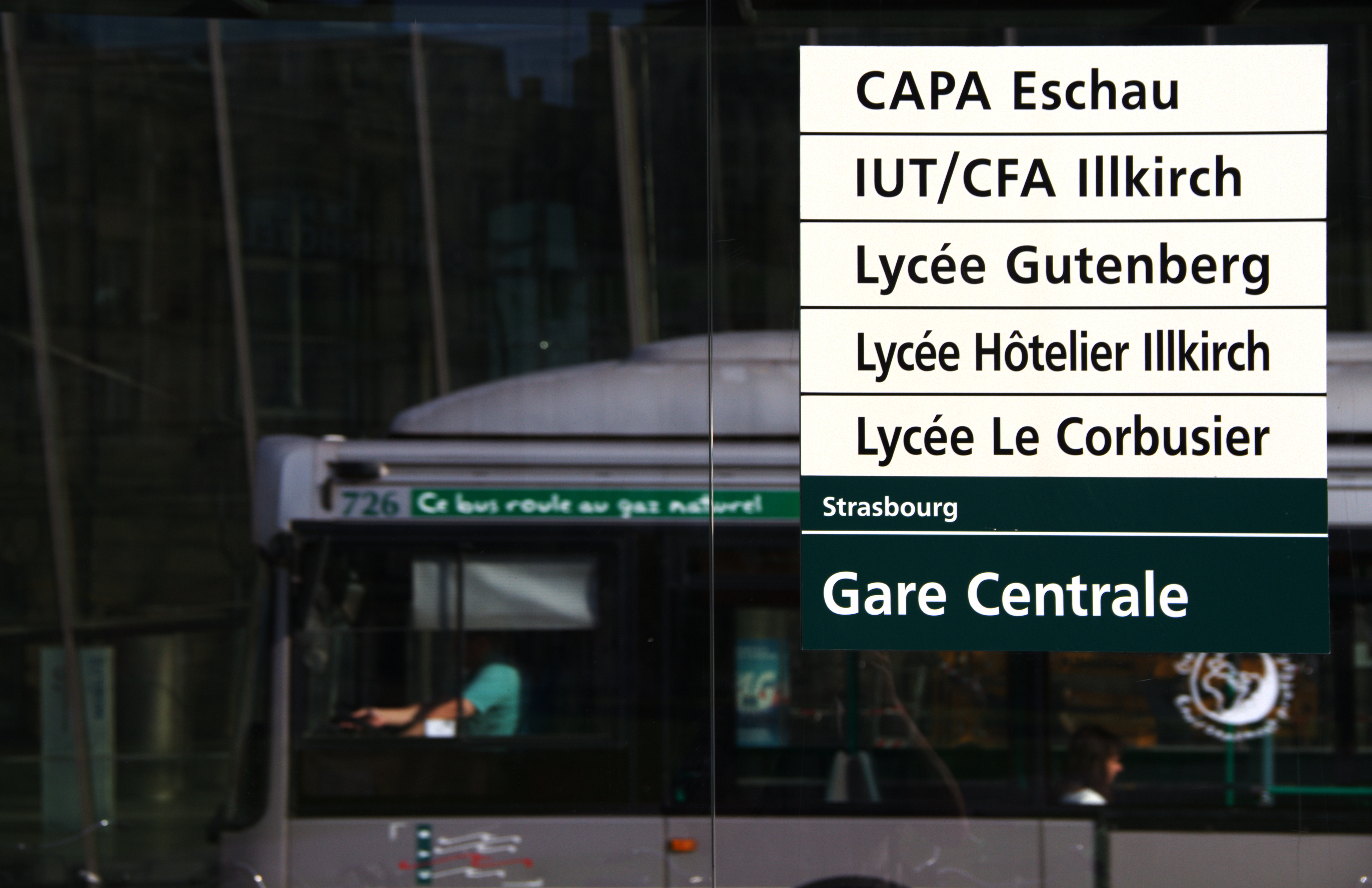
Les lignes scolaires au départ de la place de la Gare.

La CTS exploite, en passant par des sous-traitants, 12 lignes scolaires appelées « Al&Rtour », desservants onze établissements scolaire.

## Principaux points de correspondances
- Les Halles

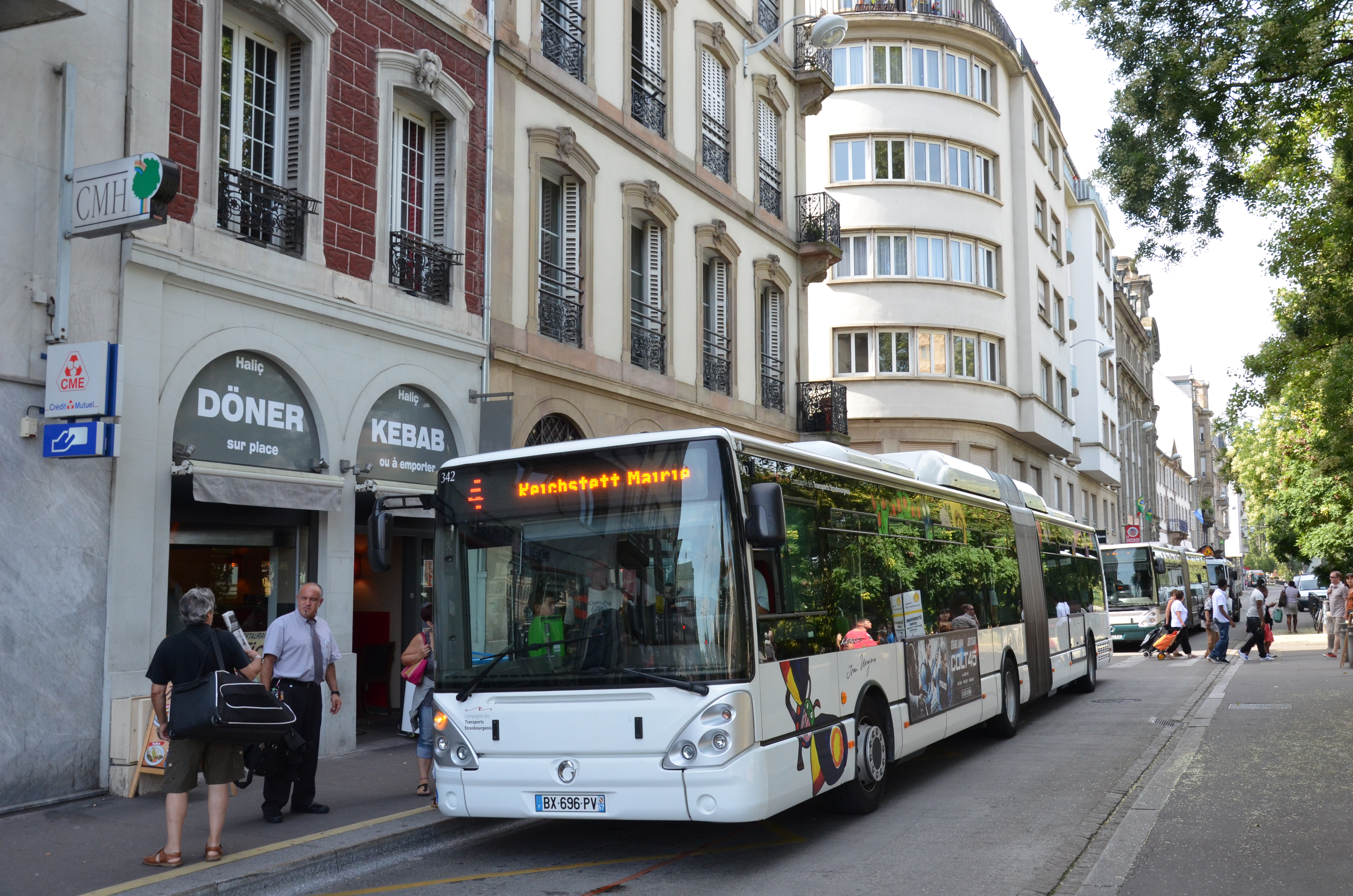
Un bus de la ligne 4, à l'arrêt Les Halles Pont de Paris.

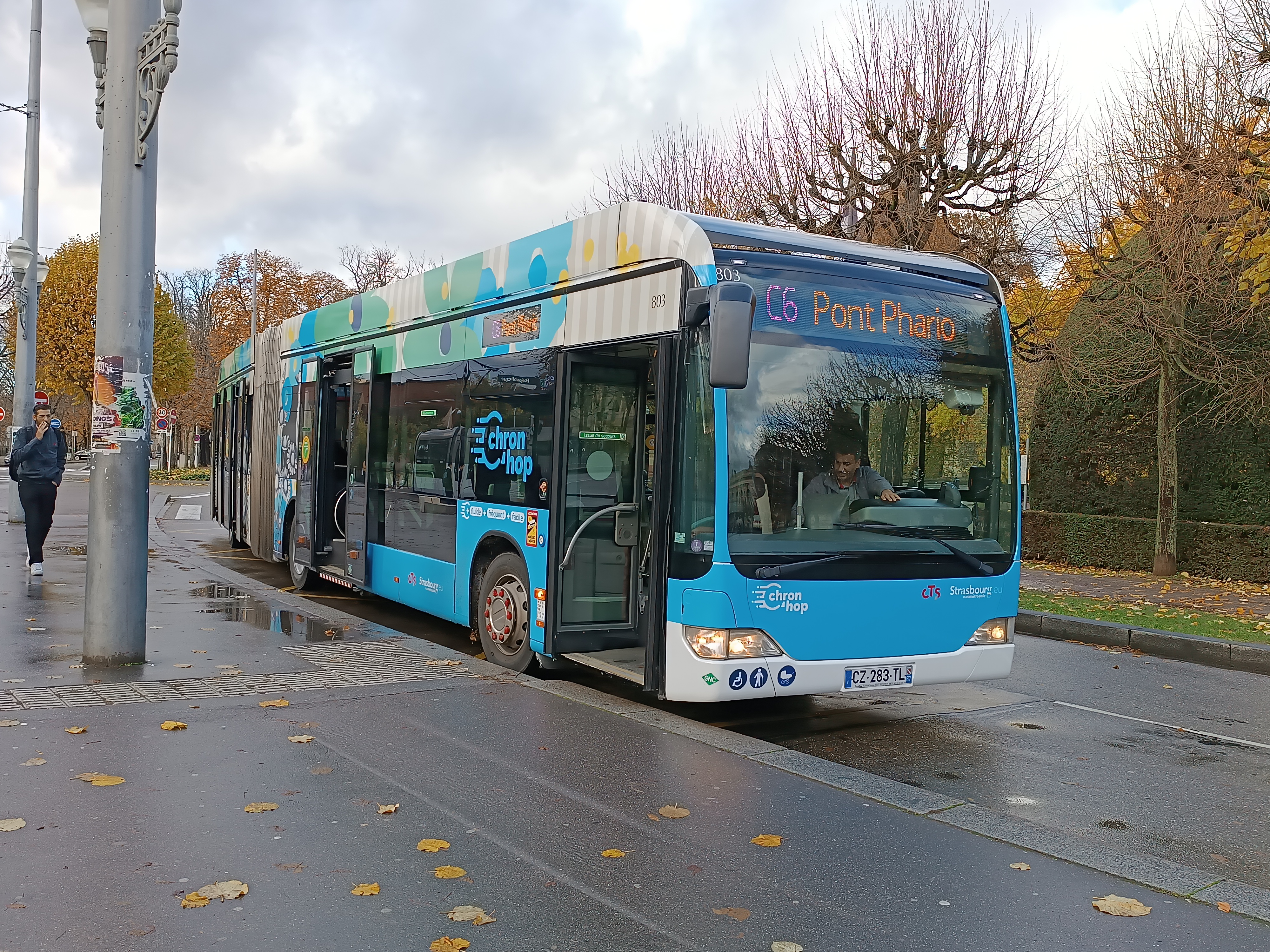
Bus de la ligne C6 à République, aux abords du tram.

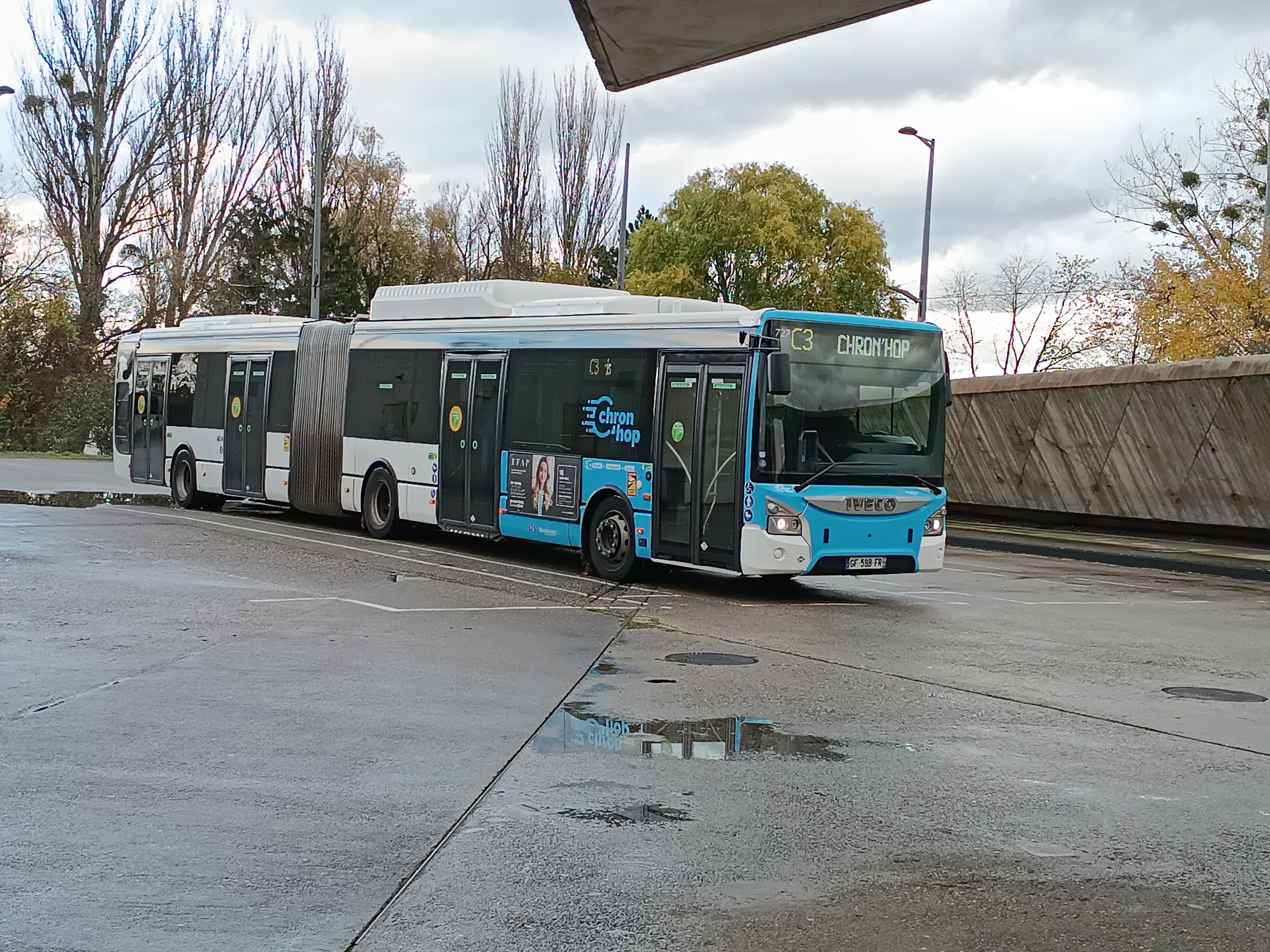
La ligne C3 de passage à Hoenheim Gare où il est en correspondance avec la ligne B du tram et des TER Fluo Grand Est.

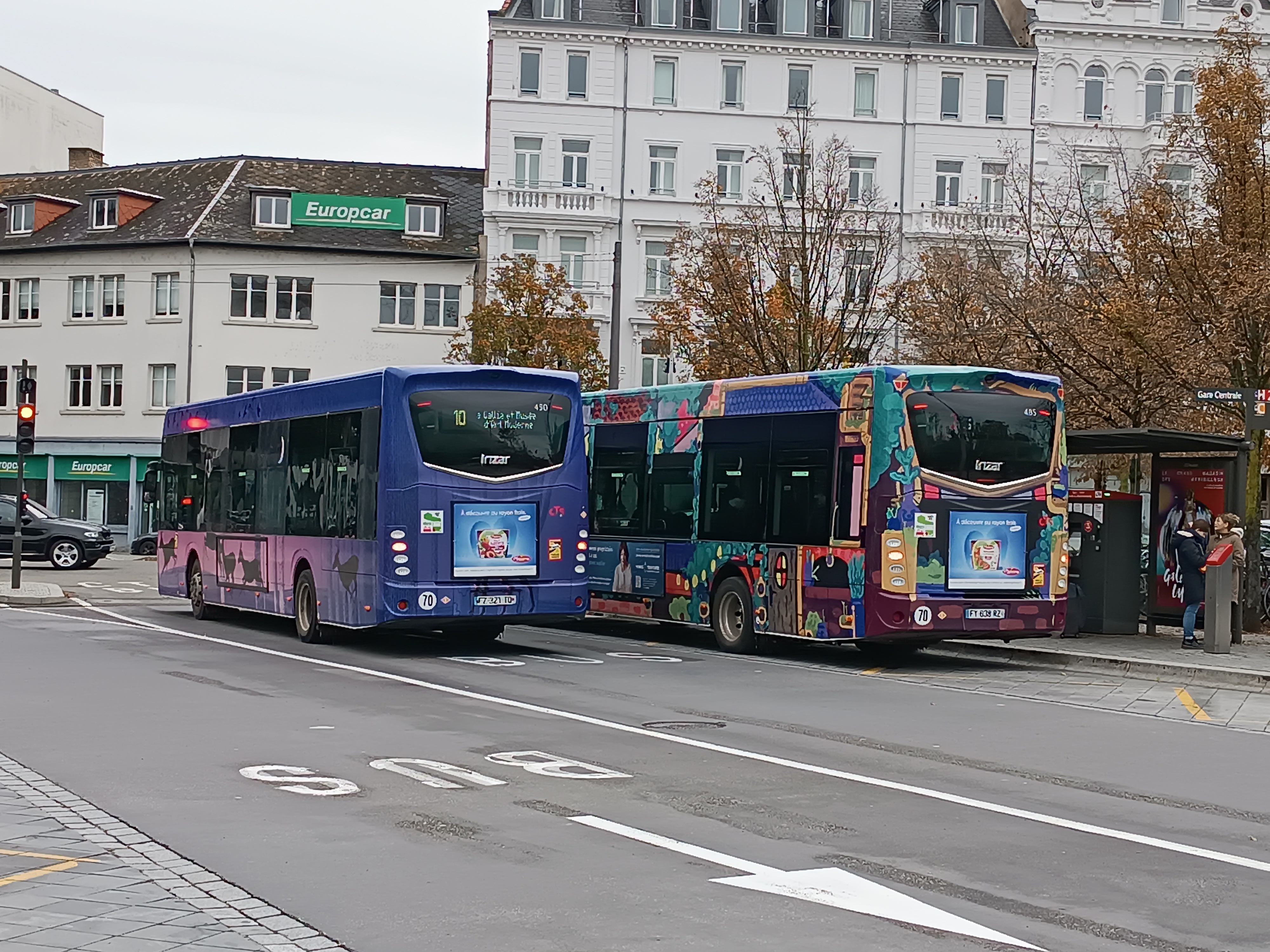
Plusieurs lignes (10 et H) sur la place de la Gare de Strasbourg.

  - Bus : Lignes C3, C6, C9, 71, 73, 75, 76 ;
  - Tram : Lignes A et D ;
  - Autres : Gare routière du réseau Fluo Grand Est.
- Rotonde
  - Bus : Lignes 17, 18 et 19 ;
  - Tram : Lignes A et D ;
  - Autres : Lignes Fluo Grand Est (203, 210)
- Étoile-Bourse
  - Bus : Lignes C1 et C8 ;
  - BHNS : Ligne G
  - Tram : Lignes A et D ;
- Baggersee
  - Bus : Lignes C7, 31, 57 et 67 ;
  - Tram : Lignes A et E ;
  - Autres : Lignes Fluo Grand Est (260, 270)
- République
  - Bus : Lignes C6, 15 et 72 ;
  - Tram : Lignes B, C, E et F ;
- Observatoire
  - Bus : Lignes C1 et 2 ;
  - Tram : Lignes C, E et F ;
- Montagne Verte
  - Bus : Lignes C1, 2 et 50 ;
  - Tram : Ligne B ;
- Wilson
  - Bus : Lignes 2, 10, 71, 73, 75, 76 ;
  - BHNS : Lignes G et H ;
- Brant-Université
  - Bus : Lignes C6, 10, 15, 30 et 72.

### Avec une liaison ferroviaire

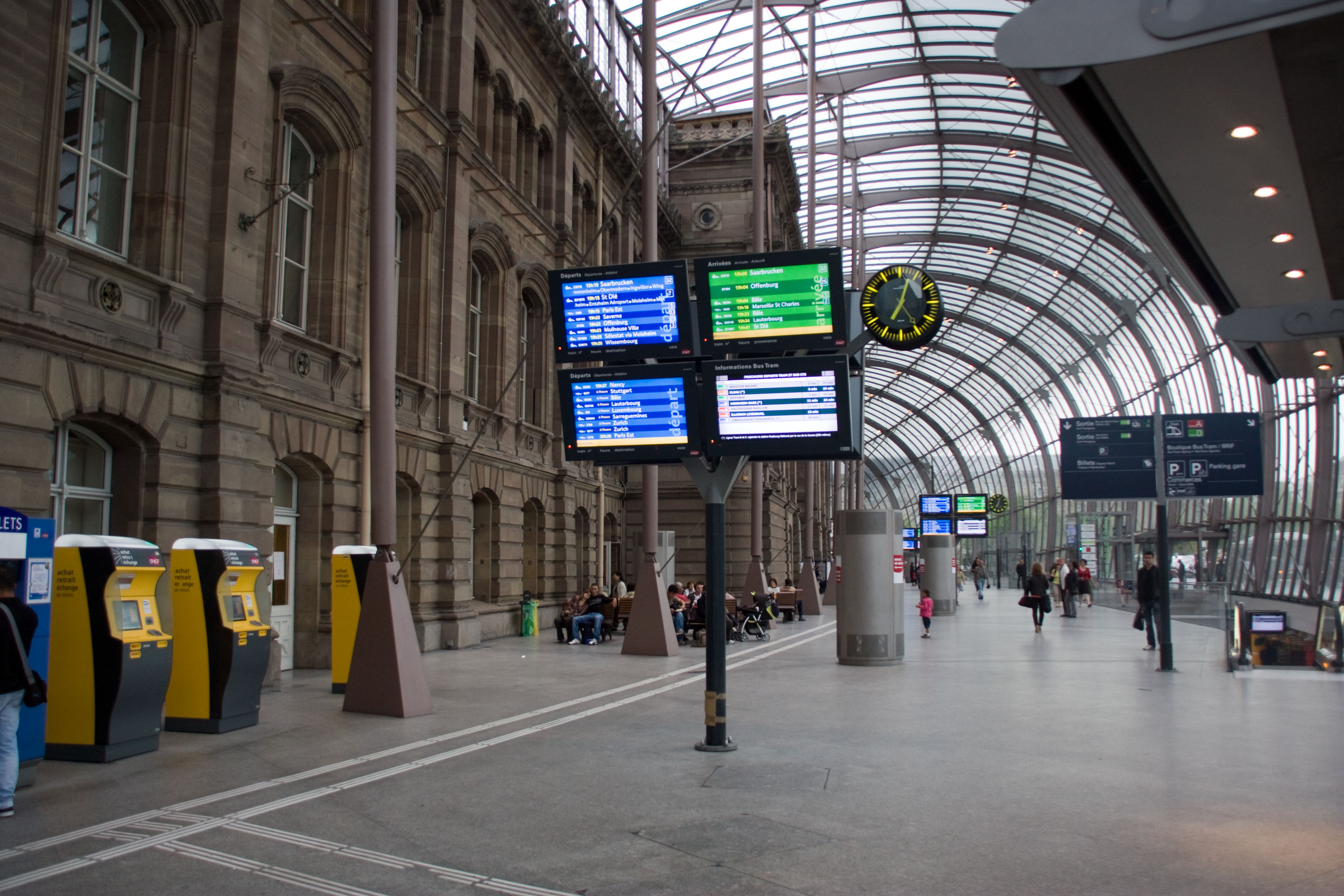
La verrière de la gare centrale de Strasbourg.

Depuis l'instauration du Réseau Express Métropolitain Européen, fin 2022, la plupart des points de correspondance, avec une liaison ferroviaire, de l'Eurométropole sont amenés à devenir des pôles d'échanges multimodaux entre 2024 et 2027,
- Gare Centrale
  - Bus : Lignes 2 et 10 ;
  - BHNS : Lignes G et H ;
  - Tram : Lignes A, D (station souterraine) et C (station en surface) ;
  - Autres : Cars TER Grand Est.
- Hœnheim Gare
  - Bus : Lignes C3, C9, 74 ;
  - Tram : Ligne B.
- Vendenheim Gare
  - Bus : Lignes C9, 71, 75.
- Lingolsheim Gare
  - Bus : Ligne 13.
- Entzheim Gare
  - Bus : Lignes 42, 43, 44.
- Graffenstaden Gare
  - Bus : Lignes 57, 62 et 64.
- Geispolsheim Gare
  - Bus : Lignes 57, 62.
- Roethig Gare
  - Bus : Ligne 45, C1 (Tanneries à 250 m), 13 (Sports à 150 m).
- Gare de La Wantzenau
  - Bus : Ligne 72.